# 長崎県交通局
長崎県交通局（ながさきけんこうつうきょく）は、長崎県で「長崎県営交通事業の設置等に関する条例」（昭和41年12月20日長崎県条例第51号）に基づきバス事業を運営している地方公営企業である。通称長崎県営バスまたは県営バス。およそ400両の車両を保有するバス事業者（公営バス）であり、道府県が運営するバス事業としては日本唯一の存在である。

## 概説
1934年（昭和9年）3月16日、全国初の国立公園である雲仙国立公園が誕生した際に、旅客輸送の手段として設立された。長崎県の観光振興という設立目的から、公営事業者でありながらも貸切・高速バス事業を展開しており、九州内の公営バス事業者では唯一の九州高速バス予約システム運営委員会発足当時からの加盟事業者でもある。
都道府県単位で公共交通機関を運営しているのは東京都（東京都交通局）と長崎県のみであり、県営としては日本唯一である。地元では単に県営バスとも称され、公式サイトのURLも「www.keneibus.jp」である。
営業キロ数は2013.69kmで、全国の公営バスの総営業キロ数の2割を占め、第1位である。

## 沿革

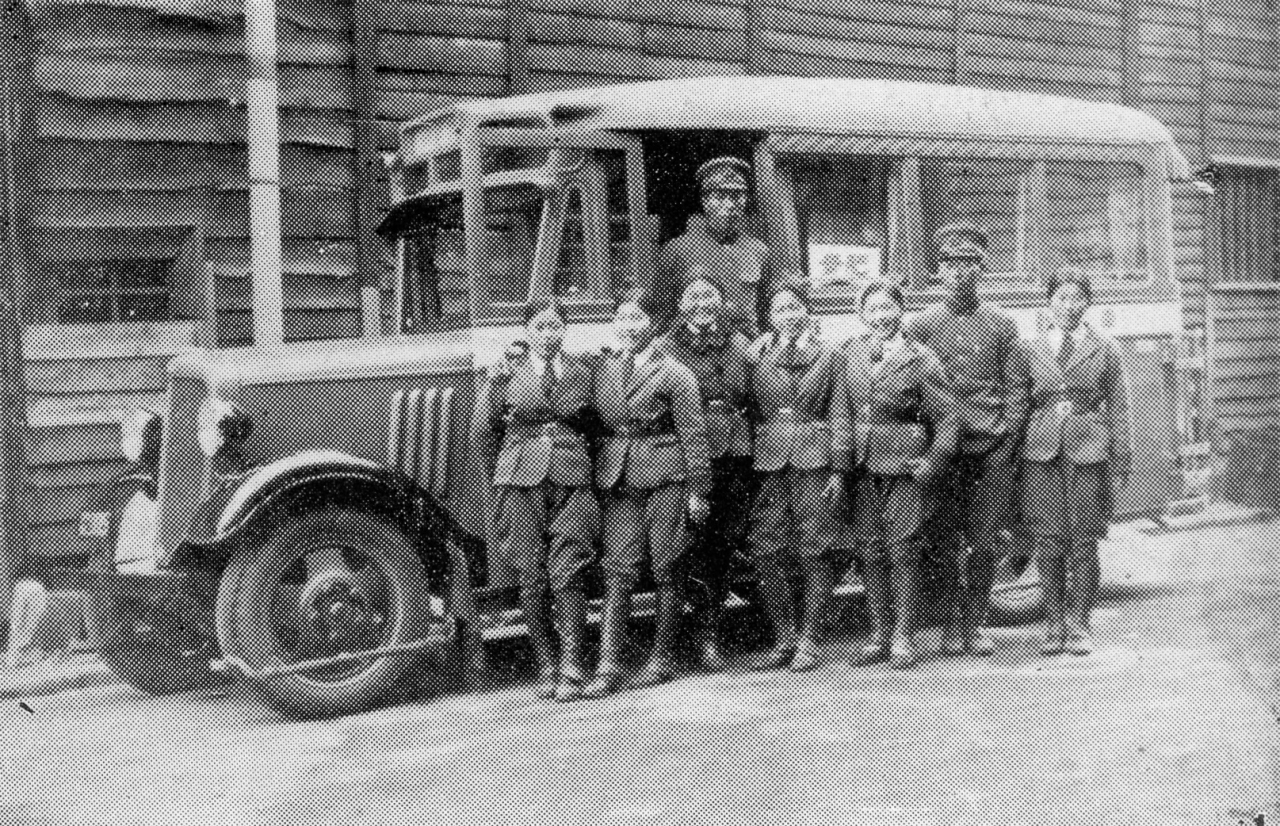
県営自動車発足時のバスと乗務員
（1934年3月24日）

- 1933年（昭和8年）12月4日 - 通常長崎県会（現 長崎県議会）において県営バス創業に関する議案が原案通り可決される[7]。
  - 当時の長崎県の財政は窮迫しており、県営バスの開業により税外収入を確保するねらいがあった。
  - 当時、島原方面への自動車営業者の中には民間事業を圧迫するものとして県営バス創業に反対する意見があったため、長崎市会（現 長崎市議会）で同日以下のような建議案が可決し、長崎市側の善処が要望された。

建議の内容 - 長崎市と雲仙間の交通はとても不便であることが認められる。それに加え、来年の春には国際産業観光博覧会の開催により、長崎市と雲仙間の交通が今までにないほど頻繁になることが予想される。よって長崎市理事者にはこの際、県営バスの実現に関し、急速に適切有効な努力を払われることが望まれる。
- 1934年（昭和9年）
  - 1月23日 - 共栄自動車の路線・営業権を買収[8]。
  - 1月24日 - 崎陽自動車の路線・営業権を買収[8]。
  - 1月25日 - 梅崎自動車の路線・営業権を買収[9]。
  - 1月26日 - 長諫自動車の路線・営業権を買収[9]。
  - 2月28日 - 温泉自動車の路線・営業権を買収[9]。
  - 3月10日 - 県営バス事業の起債が認可される[7]。
  - 3月24日 - 長崎・諫早・雲仙地区のバス事業者5社を買収し長崎県営自動車を設立。長崎県営自動車運輸事務所を設置し、長崎・諫早間のバス事業を開始[7]。
  - 5月6日 - 雲仙直通バスの運行を開始[7]。
- 1937年（昭和12年）7月27日 - 小浜営業所を開設[7]。
- 1941年（昭和16年）
  - 1月10日 - 県が雲仙小浜バス株式の過半数を取得[10]。
  - 3月1日 - 雲仙出張所を開設[10]。
  - 3月31日 - 雲仙小浜バスのバス事業を受託[10]。
  - 6月1日 - 長崎県自動車局に改称[10]。
  - 12月1日 - 大村出張所を開設[10]。
  - 12月24日 - 大村地区の路線の運行を開始[10]。
- 1942年（昭和17年）3月19日 - 島原市内線の運行を開始[10]。
- 1943年（昭和18年）
  - 7月13日 - 雲仙小浜バスの路線・営業権を買収[10]。
  - 12月1日 - 諫早営業所開設[11]。
- 1943年（昭和19年）2月21日 - 島原自動車の路線・営業権を買収[12]。
- 1945年（昭和20年）8月9日 - 長崎市に原子爆弾が投下され、大きな被害を受ける。
- 1947年（昭和22年）
  - 1月25日 - 長崎県営バス全線復活。長崎・小浜・諫早線を中心に戦前に近い状態に戻る。
  - 7月29日 - 長崎県交通局に改称[12]。
- 1948年（昭和23年）5月11日 - 長崎県公共事業部に改称。
- 1949年（昭和24年）
  - 4月25日 - 1944年（昭和19年）7月11日以来運休[12]になっていた大波止線を再開。
  - 8月1日 - 民間会社所有の網場‐小浜‐京泊間の航路および船舶を買収。
  - 12月29日 - 長崎市内4路線の運行を開始。
- 1950年（昭和25年）
  - 1月4日 - 網場‐小浜‐京泊間の定期航路運航を開始[12]。
  - 8月12日 - 長崎県交通部に改称[13]。
- 1951年（昭和26年）
  - 1月1日 - 網場‐小浜‐京泊間定期航路の運行を休止（1952年10月25日付で航路廃止）[13]。
  - 6月15日 - 特急バスの運行を開始[13]。
  - 9月3日 - 長崎市内でのスクールバスの運行を開始[13]。
- 1953年（昭和28年）6月30日 - 西肥自動車との間に長崎・佐世保線相互乗り入れ運輸協定調印[14]。
- 1954年（昭和29年）5月1日 - 長崎‐雲仙間の定期遊覧バスの運行を開始[14]。
- 1956年（昭和31年）10月12日 - 長崎自動車・西肥自動車の三者間で西海橋相互乗り入れ運輸協定成立[14]。
- 1957年（昭和32年）7月25日 - 諫早大水害により諫早・大村営業所管内で甚大な被害を受ける[14]。
- 1958年（昭和33年）9月1日 - 三菱重工業長崎造船所などのある長崎港西岸地区と市内中心部との間を結ぶ立神線の運行を開始[14]。
- 1959年（昭和34年）7月 - 雲仙営業所が発足[15]。
- 1963年（昭和38年）
  - 1月22日 - 旅行業・ターミナル業務受託・車両賃貸等を行う子会社の長崎交通サービス株式会社を設立。
  - 7月15日 - 長崎県交通局に再改称。
  - 12月22日 - 長崎駅前に交通局本局庁舎及びバスターミナル（長崎交通産業会館ビル）が完成。
    - 長崎県と長崎商工会議所が共同で出資。6億2,000万円で建設。鉄筋コンクリート地下1階・地上6階建て。
    - 地下1階と地上2階を長崎県交通局が使用。5・6階を長崎商工会議所が使用。
- 1964年（昭和39年）3月24日 - 長崎県営バス創業30周年記念式典を挙行。
- 1968年（昭和43年）5月1日 - 路線バスのワンマン運行を、特急長崎 - 佐世保線（1967年（昭和42年）11月17日開業）で開始。
- 1969年（昭和44年）5月6日 - 本局を、長崎交通産業会館内から長崎市幸町6-21の新庁舎に移転。
- 1970年（昭和45年）11月 - 路線バスのワンマン運行を本格的に開始。
- 1972年（昭和47年）3月1日 - 長崎交通サービス株式会社の商号を長崎県営バス観光株式会社に変更。
- 1975年（昭和50年）5月 - 長崎空港が開港。長崎市内 - 空港間でリムジンバスの運行を開始。
- 1978年（昭和53年）7月13日 - 市内路線での冷房車の運行を開始（長崎市内線）。
- 1982年（昭和57年）7月23日 - 長崎大水害が発生。矢上地区をはじめ各所で運行中のバスや営業所などが被災するが、対応に努め、乗客からの犠牲者発生は防ぐ[16]。
- 1989年（平成元年）3月20日 - 長崎 - 大阪間の夜行高速バス「ロマン長崎号」運行開始。同局初の夜行高速バス。
- 1990年（平成2年）8月3日 - 11月4日 - 「'90長崎旅博覧会」開催。
  - PR用ロンドンバスの運行（1989年（平成元年）6月1日より）や、福祉バス・シャトルバス・ゾーン周遊バスの運行を行う。
- 1991年（平成3年）6月 - 雲仙普賢岳の噴火活動の活発化により、島原・雲仙地区で運休などの影響。以後、火山活動が鎮静化するまで迂回運行や避難住民の輸送などの対応にあたる[16]。
- 1994年（平成6年）9月10日 - 西彼杵郡長与町南部・長崎サニータウンと長崎市内を結ぶ路線の運行を開始。
- 1997年（平成9年）9月 - 長崎県内で初導入となるスロープ付きワンステップバスを、長崎市内線で運行開始[17]。
- 1998年（平成10年）3月16日 - 長崎市矢上団地 - 市内中心部間通勤シャトルバス[18]運行開始。
- 1999年（平成11年）2月5日 - 長崎 - 雲仙線で日野・セレガHIMRの運行を開始[19]。ディーゼル・電気ハイブリッドバスとしては九州初導入[19]。車両には「そよかぜ」の愛称が付与された[20]。
- 2002年（平成14年）12月24日 - 本局・長崎営業所を長崎市八千代町3-1に移転。
- 2005年（平成17年）
  - 2月17日 - 長崎 - 宮崎間の高速バス「ブルーロマン号」運行開始。
  - 3月31日 - 島原地区の運行縮小（島原市内線など）により、島原出張所廃止。
  - 11月30日 - 雲仙 - 島原（大手）間の路線廃止。
- 2006年（平成18年）3月 - ノンステップバスを導入[21]。
- 2007年（平成19年）3月31日 - 長崎 - 雲仙間（特急）を除く島原半島の全16路線が廃止され、島原半島から撤退。小浜営業所・雲仙出張所廃止。
- 2009年（平成21年）
  - 2月 - 福岡県筑紫野市に福岡営業所（貸切）を開設。
    - 県外からの長崎県内向け団体旅行客（福岡空港や新幹線（博多駅）経由で九州入りする団体ツアーなど）の誘致・集客強化を図る目的[22]。

  - 4月1日 - 諫早 - 長崎間の一部系統を、県交通局全額出資による長崎県央バスへ移譲[23]。同社へ諫早・大村の各営業所の路線バスの運行管理業務を委託[24]。
- 2010年（平成22年）4月1日 - 諫早 - 長崎間高速シャトルバスを、試験運行から本格運行へ移行[25]。併せて大村 - 長崎間高速シャトルバス運行開始[25]。
- 2012年（平成24年）4月1日 - 大村市内線において、路線再編と系統番号の設定（後述）を行い、併せて指定停留所での乗継割引制度を導入。
  - 大村ターミナル及び大村駅前で別系統へ乗り継ぐと、乗り継ぎ後の運賃が100円割り引かれる。
- 2013年（平成25年）5月31日 - 長崎 - 神戸・大阪間の夜行高速バス「ロマン長崎号」廃止。本州方面夜行高速バスから撤退。
- 2014年（平成26年）
  - 3月31日 - 長崎市矢上地区について、ローカル路線の運行から撤退[26]。主に市内中心部との間を結ぶ基幹路線は存続する。廃止地区の運行は翌4月1日から長崎自動車（長崎バス）に引き継がれる。
  - 4月1日 - 長崎市北部・滑石地区及び長与町南部・まなび野地区と長崎東高校・中学校を結ぶ路線を開設[26]。
  - 8月1日 - 長崎市北部において、滑石地区 - 住吉地区 - 女の都団地・本原地区・三原団地を結ぶ路線を開設[27]。
- 2015年（平成27年）
  - 4月1日 - 長崎市北部・中心部において、滑石団地 - 中央橋線、滑石団地 - サニータウン線、片淵 - 長崎駅前線の運行を開始。諫早地区・大村地区でフリー乗降区間を新設[28]。
  - 10月1日 - 長崎自動車の運賃改定に伴い、県営バスでも運賃改定を実施[29]。
- 2018年（平成30年）12月1日 - 長崎自動車の運賃改定に伴い、県営バスでも運賃改定を実施
- 2019年（令和元年）10月1日  - 消費税増税分を運賃に適正に転嫁するために、長崎空港リムジン以外のバス運賃を改定[30]
- 2020年（令和2年）
  - 4月25日 - 新型コロナウイルスの世界的感染拡大の影響による利用客への感染拡散防止により、この日より同年5月31日までの期間においては当局運行の県外向け高速バス全路線（うち熊本線については同年5月1日より。全路線とも共同運行会社便も含む）を全面運休ならびに当局高速バス予約センターを全面休業[31]。翌6月1日より一部路線を除くほとんどの路線において減便ながらも運行再開に伴い、高速バス予約センターも営業再開。
  - 6月21日 - 前日をもって長崎スマートカードの新規発行・積み増しを終了、当日より nagasaki nimocaを運用開始。
  - 9月30日 - 長崎スマートカードの利用を終了。
- 2021年（令和3年）
  - 3月15日 - 新型コロナウイルス感染拡大による利用客の減少のため、本年度決算を約10億円の赤字の見込みと発表（赤字は3年連続）。経営改善のため、新年度ダイヤ改正で長崎市内を中心に平日の路線バス約80便の減便の方針を示す[32]。
  - 6月 - 長崎市内のバス路線について、長崎自動車との間で、独占禁止法の適用を除外する特例法に基づく共同経営の検討を開始[33]。公営バス事業者を含む形での共同経営の検討は全国初[33]。
  - 8月 - 東京パラリンピック輸送関係で長崎、諫早、福岡の各営業所から貸切車両を東京に派遣。
- 2022年（令和4年）
  - 4月1日 - 長崎自動車との長崎市内のバス路線共同経営が国土交通省から3月に認可され、これによる路線再編、ダイヤ改正を実施[34][35][36]。
    - 両事業者の重複路線のうち、東長崎地区・日見地区は長崎県交通局、滑石地区は長崎自動車による運行に原則として一本化。日見地区ではさらに、日中の需要に合わせ便数・運行間隔を調整。これらにより効率化を図る。
    - 長崎県交通局は東長崎地区の長崎自動車廃止便を補う一部増便を実施。滑石地区では逆の対応がなされる。

  - 5月16日 - 諫早駅再開発に伴い、諫早バスターミナルが新施設に移転[37]。
    - ターミナル（発券カウンター・待合室等）は諫早駅再開発ビル（イーサ）1階に設置。その前面の諫早駅東公共交通広場内に乗降場7バースを設置。

  - 9月23日 - 西九州新幹線の開業に伴い、大村市内線でダイヤ改正を実施し、北部循環線を新設[38]。
  - 10月1日 - 東長崎地区で、4月1日の路線再編後も長崎自動車運行で残っていた地域線が、長崎市コミュニティバス東部線[39]に転換の上、運行事業者は長崎県交通局となる[40][41]。これにより東長崎地区のバス運行は長崎県交通局に完全に一元化[40][41]。また、同日からは長崎市中心部において、商業施設や公共施設を周遊する新路線「まちなか周遊バス」を、長崎自動車との共同運行で開設[40][41][42]。
  - 12月13日 - 収支改善を図る経営改善策の一環として、2023年度に子会社の長崎県央バスを廃止し、事業を2024年度から交通局に統合する方針を長崎県議会観光生活建設委員会で表明[43][44]。
- 2023年（令和5年）5月1日 - 矢上営業所を長崎市平間町373-2（旧：長崎バス東長崎営業所跡地）に移転し、東長崎営業所に改称[45][46]。
- 2024年（令和6年）4月1日 - 長崎自動車との長崎市内のバス路線共同経営計画が3月に改訂され、これによる路線再編、ダイヤ改正を実施[47][48]。
  - 両事業者の重複路線のうち、本原地区・目覚地区は長崎県交通局、矢の平地区・立神地区（昼間時間帯のみ）は長崎自動車による運行に原則として一本化。

## 組織
- 局長（交通事業管理者）
  - 管理部
    - 総務課、財務課

  - 営業部
    - 経営企画室、運輸課、貸切課、指導課、中央整備工場、長崎営業所、東長崎営業所、長与営業所、諫早営業所、大村営業所、福岡営業所

## 営業所・整備工場

### 長崎県内
- 本局・長崎営業所（長崎市八千代町3番1号、北緯32度45分22.3秒 東経129度52分8.3秒）[49]- 主に県外高速バスを担当。高速バスの共同運行会社の車両もここで待機する。
- 東長崎営業所（長崎市平間町373番地2、北緯32度46分55.7秒 東経129度56分47.8秒）[49] - 東長崎地区 - 市街地系統や東長崎地区のローカル路線、長崎市コミュニティバス東部線を主に担当。高速バス（長崎 - 佐世保線）・高速シャトルバスの一部も担当する。2023年5月1日付で矢上営業所を移転し改称した[45]。かつてこの場所は長崎バス東長崎営業所として使われていた[45]。
- 長与営業所（西彼杵郡長与町高田郷島ノ本721番地2、北緯32度48分16.4秒 東経129度52分16.3秒） [49]- 長崎市内線や市街地 - 東長崎地区路線を主に担当。
- 諫早営業所（諫早市貝津町1492番地1、北緯32度50分30.8秒 東経130度0分46.7秒）[49]- 諫早地区路線を担当。特急バス（長崎 - 雲仙線）・空港リムジン及び高速シャトルバスの一部も担当する。かつては西諫早営業所と呼ばれ、諫早営業所は同市幸町(東厚生町)に存在していた。
- 中央整備工場（諫早市貝津町1481番地、北緯32度50分35.8秒 東経130度0分47.5秒）[49]
- 大村営業所（大村市松山町489番地13、北緯32度54分43.2秒 東経129度56分53秒）[49]- 大村地区路線を担当。空港リムジン及び高速シャトルバスの一部も担当する。

### 長崎県外
- 福岡営業所（福岡県筑紫野市天山570番地1、北緯33度28分40.3秒 東経130度33分24.7秒）[49]- 貸切バスのみの配置。

### 廃止された営業所
所在地は廃止時点のもの。
- 旧本局・旧長崎営業所（長崎市幸町6番21号） - 2002年（平成14年）12月24日移転
  - 本原出張所（長崎市扇町2番20号）- 1980年（昭和55年）3月31日廃止　跡地は十八親和銀行本原支店とマンションとなっている[50]。
- 小浜営業所（雲仙市小浜町大字南木指字合屋1760番地） - 2007年（平成19年）3月31日廃止
  - 雲仙出張所（雲仙市小浜町雲仙123番地） - 2007年（平成19年）3月31日廃止
  - 島原出張所（島原市湊町1番9号）[51] - 2005年（平成17年）3月31日廃止
- 矢上営業所（長崎市田中町384番地1） - 2023年（令和5年）4月30日付で移転し東長崎営業所に改称[45]

## 一般路線バス

### 概説
長崎市、諫早市、大村市など、長崎県南部一帯に路線を持つ。長崎、諫早から長崎空港への空港連絡バスも運行している（後述）。

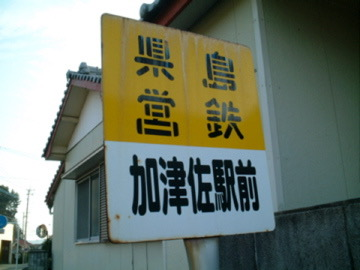
県営バスが島原半島に路線を展開していた当時のバス停留所（島原鉄道・加津佐駅前、2002年頃撮影）。

発足の経緯から、かつては島原半島でも雲仙・小浜地区を中心に多くの路線を有していたものの、1990年代以降の乗客減少が著しく、2005年（平成17年）11月30日をもって雲仙 - 島原（大手）間が廃止。更に2007年（平成19年）3月31日をもって長崎 - 雲仙間（特急）を除く島原半島の全16路線が廃止され、島原半島から撤退した。路線の多くは島原半島一帯で路線バスを運行する島原鉄道による単独運行となったが、雲仙市内で運行する「上岳線」と「山領線」の2路線については、市内のタクシー事業者4社でつくる「雲仙市タクシー事業組合」を経て、オンデマンド型乗り合い送迎サービスのチョイソコうんぜんに移行した。また、同じく雲仙市内の「仁田峠線」についても、一旦廃止となった後、2007年8月から雲仙観光協会が市内タクシー事業者に依頼して「仁田峠乗合タクシー」を運行している。
主要都市間や観光地には特急・急行バスも運行している。「やまびこ号」（長崎 - 佐世保線）や「ありあけ号」（長崎 - 熊本線）など愛称を設定した路線も存在した。1980年代後期以降、高速道路の開通に伴い、高速バス路線への移行が進められる一方で、一般道経由の路線は格下げや減便などで縮小している。
1998年（平成10年）3月からは、通勤時間帯に高速バス用車両や空港リムジン用車両の出庫運用を活用して住宅地域 - 市内中心部間で着席・速達輸送を行う「通勤シャトルバス」を、長崎市矢上地区 - 市内中心部間で運行開始した。この手法はその後、より長距離の高速道路を経由する区間にも採り入れられ、後述の諫早・大村 - 長崎間高速シャトルバスの設定につながることとなった。
2011年（平成23年）12月3日より、JR長崎駅と夢彩都、中央橋を循環運行する、「ながさきお買いものバス」を日中に約20分間隔で運行していた。運賃は1乗車150円（小児80円）。当初は土日・祝日のみの運行であったが、2014年4月1日よりルートを一部変更したうえで毎日運行となった。その後、2015年3月31日に廃止となった。
数次にわたる経営改善の取組みの結果、バス運行コスト自体は近隣民間バス事業者をも下回るレベルとなっており、運賃の賃率自体は、全国レベルの比較では低い水準にある。運賃は1キロ当たり31円50銭と全国的に見れば安い部類だが（全国平均は39円台、県内でも長崎自動車（長崎バス）に次いで2番目に安く、全国で見ても大手177社中15番目の安さ）、競合する長崎バスの1km当たり27円50銭や路面電車の全区間一律150円の関係で割高感を持たれている。2012年（平成24年）11月に長崎自動車が東長崎地区に路線を開設してからは特に顕著である。このため、2014年(平成26年)4月の消費税率引き上げに伴う運賃改定では、東長崎地区では逆に値下げに踏み切ることになった。なお2014（平成26）年4月の運賃改定後も一部区間で長崎自動車との運賃格差を生じたため、2014年5月に一部区間で再値下げされた。2015年（平成27年）10月1日と2018年（平成30年）12月1日に長崎自動車の運賃改定に伴い、それぞれ運賃改定を実施している。また2019年(令和元年)10月の消費税率引き上げの際も運賃改定を実施している。

#### 長崎市内路線の共同経営
長崎県交通局と長崎自動車が競合路線を有する長崎市内路線は、モータリゼーションや人口減少による利用者減少に加え、2020年には新型コロナウィルス感染症拡大の影響で事業環境が急速に悪化し、数年後には両事業者とも路線バス網を維持できなくなることが懸念されていた。競合するバス事業者間でのダイヤ編成などの調整は、カルテルに該当する行為として独占禁止法により禁止されていたが、全国的な乗客減によるバス事業者の経営悪化を受けて、2020年11月に同法の適用を除外する特例法が施行され、国土交通省の認可を受けた場合は可能となった。特例法施行を受けて、長崎県交通局と長崎自動車は2021年6月に長崎市内路線の共同経営の検討を開始。2022年1月に計画案がまとまり、2月に国土交通省に認可を申請。3月に認可された。認可に基づく4月1日からの両事業者の路線・ダイヤ再編により、重複路線のうち、東長崎地区・日見地区は長崎県交通局、滑石地区は長崎自動車による運行に原則として一本化し、日見地区ではさらに日中の便数・運行間隔を調整。これらにより効率化が図られることとなった。両事業者は、この効率化による経営改善効果を2022年度で約2億8500万円と見込んでいる。
2022年10月1日からは、長崎市中心部において商業施設や公共施設を周遊する新路線「まちなか周遊バス」が、長崎県交通局と長崎自動車の共同運行で開設された。また、同日以降は、東長崎地区に長崎自動車運行で残っていた地域線が長崎市コミュニティバス東部線に転換の上、運行事業者は長崎県交通局となり、これにより東長崎地区のバス運行が長崎県交通局に完全に一元化された。
2024年3月には共同経営計画が改訂され、本原地区・矢の平地区・目覚地区・立神地区を計画区域に追加し、これらの地区においても重複路線の運行事業者一元化、運行便数適正化等の効率化が図られることとなった。具体的には、本原地区・目覚地区は運行事業者を長崎県交通局に、矢の平地区・立神地区（昼間時間帯のみ）は長崎自動車に、それぞれ一元化することとされた。この計画は2024年4月1日付のダイヤ改正に反映された。

### 運行している市町村
※長崎県内のみの運行
- 長崎市（主に東部地区：概ね長崎本線沿線から長崎港の両岸にかけての地区以東、諫早市に至る地域）
- 西彼杵郡 長与町（長崎市との境界に接する地区）
- 諫早市
- 大村市
- 雲仙市（現在は長崎市とを結ぶ特急バス1路線のみ、他の路線は2007年（平成19年）4月1日に廃止）

島原市からは2005年（平成17年）12月1日に、南島原市からは2007年（平成19年）4月1日に撤退した。

### 回数券・乗車カード
現行
- 2020年（令和2年）6月21日より「nagasaki nimoca（ナガサキニモカ）」が導入され使用出来るようになった。これに併せ、nimocaと提携する全国10社交通系ICカード（SUGOCA、Suica、PASMOなど）との相互利用も可能。

過去
- 回数券は1978年（昭和53年）に導入された。長崎県内他4社（西肥自動車、佐世保市交通局、長崎自動車、島原鉄道）共通で使用する事が出来た。
- 2002年（平成14年）には上記の共通回数券に代わるものとして長崎スマートカードが導入された。これにより従来の共通回数券は2004年（平成16年）9月までに販売を終了し、翌2005年（平成17年）3月末を以って廃止となった。
- 長崎スマートカード導入から15年以上が経過し、機器の老朽化による更新のため、先述の「nagasaki nimoca」へ移行する事となり、このため長崎スマートカードは2020年6月20日を以って販売を終了し、同年9月30日を以って全面廃止（詳細は当該項を参照）。なお、廃止されるまでの間は両方のカードが車内にて使用出来た。

### ターミナル

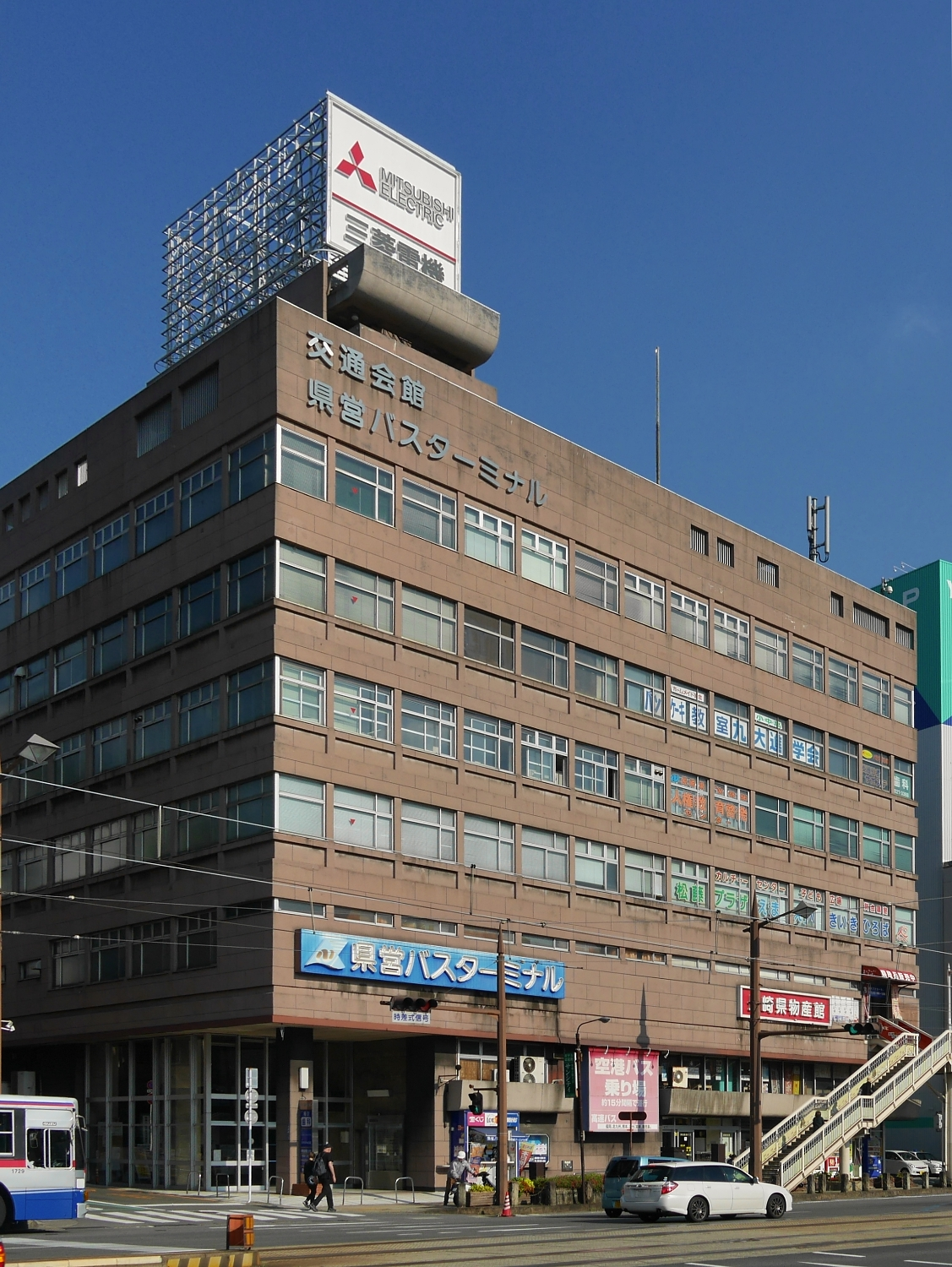
長崎ターミナルが入居する長崎交通産業会館ビル。

- 長崎ターミナル（長崎交通産業会館、長崎駅前）[49]
- 諫早ターミナル[49]（諫早駅前）
- 大村ターミナル[49]（大村駅付近）

#### 廃止されたターミナル
- 島原大手 - 2005年（平成17年）11月30日限りで廃止
- 小浜ターミナル - 2007年（平成19年）3月31日限りで廃止（島鉄バスのターミナルとなる）
- 雲仙ターミナル - 2007年（平成19年）3月31日限りで廃止（長崎方面の特急バスは一つ隣の島鉄雲仙営業所前で折り返しとなる）

### 系統番号

#### 長崎市内線
基本的に系統番号は採用していないが、長崎市内の「循環」線に関しては行き先表示に番号を表示している。
これは、西山台団地内・三原団地内の一部の停留所では運行経路の関係で右回り循環と左回り循環が同一方向停留所で客扱いをするため、誤乗防止のために表示している。
番号は、奇数が左回り（三つ山口→本原→長崎駅→中央橋→三つ山口）、偶数が右回り（三つ山口→中央橋→長崎駅→本原→三つ山口）となっている。
- 1・2 --- 市役所・三原団地経由
- 3・4 --- 市役所・西山台団地経由
- 5・6 --- 市役所・三原団地・西山台団地経由
- 7・8 --- 大波止・三原団地経由
- 9・10 --- 大波止・西山台団地経由
- 11・12 --- 大波止・三原団地・西山台団地経由

なお現在は、1・2・4・7・8・10の番号の便は設定されていない。
県営バスの路線がある長崎市東側の地域は、地形の関係で主要道路のルートが国道206・202・34号線沿いに市街地北方 - 中心部 - 市街地東方に抜ける一帯に固まっている。このため県営バス路線の運行経路もほぼこれに沿って北部及び東部から中心部に向かい、中心部では平和公園 - 長崎駅前 - 市役所前 - 中央橋 - 諏訪神社前のルート又は平和公園 - 長崎駅前 - 大波止 - 中央橋 - 諏訪神社前のルートに大半の路線が集中する。運行パターンは、北部からの路線は概ね平和公園、東部からの路線は概ね諏訪神社前までにそれぞれ収れんして上記の中心部のルートに入り、中央橋又は長崎駅前に発着あるいは北部と東部を相互に直通という形態がほとんどである。このため循環線のケースを除くと、終点と主な経由地の表示で路線は特定でき、同一行先に経由地パターンが複数あるような、経路の識別が必要なケースは少ない。
市東部への郊外路線は、諫早市方面と直通運行するものも多い。

#### 諫早市内線
諫早市内でも系統番号は使用していない。ただし、大村地区で系統番号が使用されている関係で、大村市方面への直通路線は諫早市内でも系統番号を表示して運行している。
諫早地区の路線は、概ね諫早市中心部から各方面に放射状に広がる形態で、同一行先に経由地パターンが複数あるケースは少ない。中心部での主な発着地は諫早駅前及び東厚生町である。諫早市の中心市街地は諫早駅付近よりも東南寄りの地域にあり、このため諫早駅以西からの路線は、諫早駅前を経由して東厚生町に発着する形態で運行されるものが多い。東厚生町にはかつて諫早営業所が所在した。諫早駅以東、以北からの路線では、諫早駅前発着のほか、諫早駅前から西諫早ニュータウン内を経由して諫早営業所に発着する運行形態も多い。
2015年（平成27年）4月1日から、一部の路線にフリー乗降区間が新設された。
郊外路線は、市北部では大村市方面と、西部では長崎市方面と直通運行するものも多い。

#### 大村市内線
2012年4月1日より、大村市内の路線に系統番号が設定された。詳しくは以下のとおり。
- NL・NR --- 北部循環線（Lが左回り、Rが右回り）
- SL・SR --- 南部循環線（Lが左回り、Rが右回り）
- 1 --- 野岳 - 大村ターミナル
- 2 --- 富の原 - 大村ターミナル
- 3 --- 黒木・坂口・三彩の里 - 新大村駅 - 大村ターミナル[63]
- 4 --- 新大村駅 - 小路口東 - 大村ターミナル
- 5 --- 今村 -  溝陸 - 精神医療センター -  大村ターミナル
- 6 --- 横山頭 - 大村ターミナル - 松山
- 7 --- 長崎医療センター - 三石 - 大村ターミナル
- 10 --- 長崎空港 - 大村ターミナル - 諫早
- 11 --- 野岳入口 - 大村ターミナル - 諫早

2015年（平成27年）4月1日から、一部の路線にフリー乗降区間が新設された。

## 高速バス・特急バス
前述の通り、公営バスとしては珍しく、高速バスや特急バスの運行に積極的に関与している。待機所は本局・長崎営業所（共同運行会社も含む）。過去には本州（大阪・京都・広島）行き夜行便も運行していたが現在は全て廃止されている。

### 現在運行中の路線

#### 都市間・観光地向け路線
（）内は共同運行会社。
- 長崎 - 別府・大分「サンライト号」（長崎県交通局・長崎自動車・大分交通・大分バス）
- 長崎 - 佐世保・佐々「長崎 - 佐世保線」（長崎県交通局（長崎 - 佐世保間のみ運行）・西肥自動車）
- 長崎 - 宮崎「ブルーロマン号」（長崎県交通局・宮崎交通）
- 長崎 - 熊本「りんどう号」（長崎県交通局・九州産交バス）
- 長崎 - 北九州（小倉）「出島号」（単独運行だが、北九州側では西鉄バス北九州（北九州高速自動車営業所）が運行支援を行う）
- 長崎 - ハウステンボス「長崎 - ハウステンボス線」（毎日運行、特定日は2往復増便）
- 長崎 - 小浜・雲仙（特急）
  - 2007年3月の島原半島の路線撤退の際、それまで同区間で運行されていた観光特急（後述）と準急便を統合し、1日3往復に減便して2007年4月1日以降運行を継続することとなったもの[64]。車両は以前はおもに1992年導入のレトロバス（後述）が使用されていたが、最近では長崎空港線や佐世保線で使用されている通常のトイレ無しハイデッカー車両にて運行されている。2016年4月1日ダイヤ改正では、土・日・祝日について1往復増便し、4往復が運転されていた[65]。2021年4月1日ダイヤ改正では1日3往復の運行となっている[66]。

この他、九州急行バスが運行する九州号の続行便の運行を受託している。

#### シャトルバス

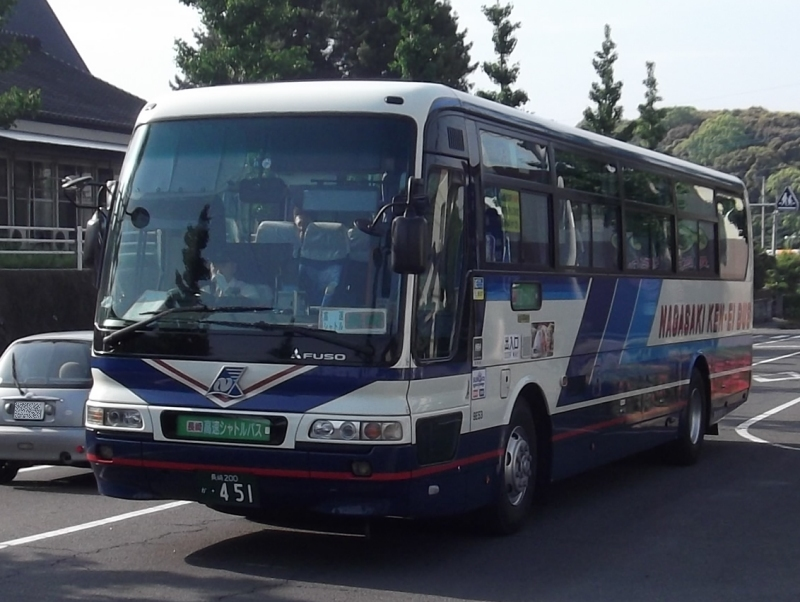
長崎と大村を結ぶシャトルバス

諫早市・大村市の住宅街と長崎市内を長崎自動車道・ながさき出島道路経由で連絡する路線を運行している。マイカー通勤者の公共交通機関への転移を促進し、長崎市中心部の交通渋滞緩和を図る施策の一環として、2010年4月1日より運行を開始した。JRや既存の路線バスに対し、全ての乗客が諫早市内・大村市内と長崎市街とを着席で行き来できる点を優位性としている。
- 諫早・大村行きの始発地は長崎県庁前か長崎駅前東口。
- 車両は、次節「リムジンバス」用車両が当路線にも共通運用される。
- 乗車の際に予約は不要だが満席の場合は乗車できない。
- 高速シャトルバス専用の10枚綴り回数券が諫早発着・大村発着とも発売されていた。回数券の販売は2024年（令和6年）10月31日をもって終了し、翌11月1日からはnimocaを利用して乗車した場合にポイントの付与を行うこととなった[67]。

諫早 - 長崎線
- （東厚生町）- （金谷町） - 諫早駅前　-（西部台団地）-（西諫早ニュータウン）- （長崎自動車道・ながさき出島道路）- 出島- 出島表門橋 - 中央橋 - 長崎駅前 -（宝町）-（長崎県庁前）
- （東厚生町）- （金谷町） - 諫早駅前 - 競技場北口 -（農林試験場前）-（長崎自動車道・ながさき出島道路）- 出島- 出島表門橋 - 中央橋 - 長崎駅前 -（宝町）-（長崎県庁前）
- （東厚生町）→（金谷町）→ 諫早駅前 →（西部台団地）→（西諫早ニュータウン）→（長崎自動車道・ながさき出島道路）→ 出島 → 夢彩都 → 宝町 → 長崎駅前
- （東厚生町）→（金谷町）→  諫早駅前 → 競技場北口 →（農林試験場前）→（長崎自動車道・ながさき出島道路）→ 出島 → 夢彩都 → 宝町 → 長崎駅前

- 諫早市内・長崎市内とも区間内の全てのバス停に停車するが、諫早駅前を除き各市内のみの利用は不可。
- 長崎行きは平日26便、土日祝日は13便、諫早行きは平日24便、土日祝日は14便[68]。
- 東厚生町を始発とするものは2011年4月1日より一部の便のみ延長運行。
- 2012年4月1日より大幅に増便され、日中でもほぼ毎時1本の運行となった。2015年4月1日からはさらに増便され、平日昼間帯はほぼ30分に1本の運行となった[28]。2016年4月1日からは平日通勤時間帯において、朝の長崎行きが5-15分間隔に、夕方の諫早行きが15-30分間隔にそれぞれ増便された[65]。2024年4月1日改正ダイヤでは、朝の長崎行きは1-14分間隔での運行となっている[68]。
- 2014年10月1日より一部の便が西部台団地を経由している。長崎行きは平日6便、土日祝日4便 諫早行きは平日6便、土日祝日5便。
- 諫早駅 - 長崎駅間の単純比較ではJRの方が運賃・所要時間とも有利だが、当路線は諫早市の住宅地域と長崎市の中心部（中央橋周辺など）の間を乗換えなしで直通する点を利点とする。
- 諫早市内と長崎市内を結ぶバスはこれ以外にも長崎バイパス（昭和町経由）または国道34号を経由する一般路線バスが存在するが、所要時間・運賃のいずれもこれらより有利となっている。

大村 - 長崎線
- 黒丸入口 - 富の原一丁目 - 西古賀島 - 桜馬場 - （長崎自動車道・ながさき出島道路）- 出島 - 出島表門橋 - 中央橋 - 長崎駅前 -（宝町）- (長崎県庁前)
- 黒丸入口 - 富の原一丁目 - 西古賀島 - 桜馬場 - 後木場 - （長崎自動車道・ながさき出島道路）- 出島 - 出島表門橋 - 中央橋 - 長崎駅前
- 黒丸入口 →  富の原一丁目 → 西古賀島 → 桜馬場 → （長崎自動車道・ながさき出島道路）→ 出島 → 夢彩都 → 宝町 → 長崎駅前
- 消防学校前 - 市民病院前 - 松並公園前 - 大村ターミナル - 西本町 - 長崎医療センター前 - 後木場 - （長崎自動車道・ながさき出島道路）- 出島 - 出島表門橋 - 中央橋 - 長崎駅前 -（宝町）- (長崎県庁前)
- 消防学校前 → 市民病院前 → 松並公園前 → 大村ターミナル → 西本町 → 長崎医療センター前 → 後木場 → （長崎自動車道・ながさき出島道路）→ 出島 → 夢彩都 → 宝町 → 長崎駅前
- 発電所前 - 郡橋 - 宮小路 - 池田新町 - 武部町 - 野田神社前 - 後木場 - （長崎自動車道・ながさき出島道路）- 出島 - 出島表門橋 - 中央橋 - 長崎駅前 -（宝町）- (長崎県庁前)
- 発電所前 → 郡橋 → 宮小路 → 池田新町 → 武部町 → 野田神社前 → 後木場 → （長崎自動車道・ながさき出島道路）→ 出島 → 出島表門橋 → 中央橋 → 夢彩都 → 宝町 → 長崎駅前
- 長崎駅前東口 → 中央橋 → 出島表門橋 → 出島 → （長崎自動車道・ながさき出島道路） → 後木場 → 長崎医療センター前 → 西本町 → 大村ターミナル → 松並公園前 → 市民病院前 → 消防学校前 → 富の原一丁目 → 黒丸入口

- 大村市内・長崎市内とも区間内の全てのバス停に停車するが、各市内のみの利用は不可。
- 運行開始以来、朝夕を中心とする運行（主に午前中 - 午後の長崎行きと夕方 - 夜の長崎発が主）であったが、2015年4月1日からは大幅に増便され、黒丸入口系統を中心に日中でもほぼ毎時1本の運行となった[28]。2024年4月1日改正ダイヤでは、黒丸入口系統・発電所前系統は午前中に長崎行きを、昼前から夜間に長崎発を運行し、消防学校前系統は終日にわたって双方向に運行する形態となっている[69]。
- 黒丸入口系統・消防学校前・発電所前系統系統を合わせて、長崎行きは平日27便、土日祝日17便、大村行きは平日29便、土日祝日16便を運転[69]。
- JRとの比較では、所要時間は大村駅 - 長崎駅間でも普通列車や通勤時間帯の快速列車より当路線の方が短い。運賃も、普通運賃ではJRの方が低額だが、回数券を利用すればJRより安くなった。

#### リムジンバス

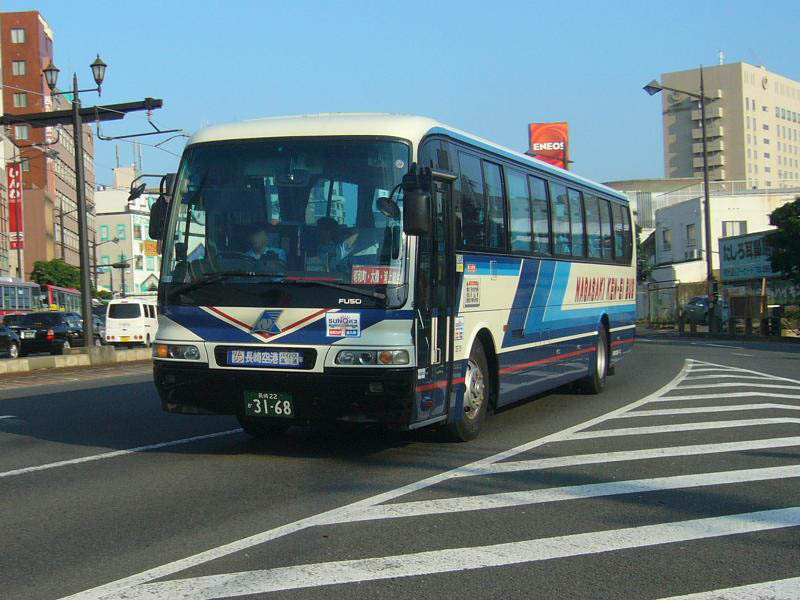
長崎市と長崎空港を結ぶリムジンバス

長崎市内・諫早市内・大村市内と長崎空港を結ぶリムジンバスを運行している。長崎市内発着で2系統、諫早市内発着で1系統がある。いずれも予約は不要。長崎市内発着系統は、高速道路を経由するため満席の場合は乗車できない。
国土交通省九州運輸局の統計によると、「長崎 - 長崎空港」路線（5系統）合計の輸送人員は、2006(平成18)年度で869,663人、2007(平成19)年度で918,923人であり、1日あたり2,400人前後の乗車がある。九州の高速バスの路線内での輸送人員順位としては上位5位（同18年度）、上位4位（同19年度 長崎市内 - 長崎空港線（出島道路経由ノンストップ便））に位置する。
長崎県交通局では、1975年（昭和50年）5月の長崎空港開港時から、長崎市内 - 空港間で専用車を使用したリムジンバスを運行している。当時は長崎自動車道が未開通であり、一般道を経由し諫早・大村地区を経て運行する形態だった。その後、1982年（昭和57年）11月に、長崎自動車道の一部開通によりノンストップ便等が同道路経由に移行し、後の浦上・昭和町経由系統となった。また、2007年（平成19年）3月の島原半島の路線撤退以前は雲仙・小浜 - 長崎空港系統も運行していた。
2007年（平成19年）4月以降は、以下の3系統（長崎市内発着2系統、諫早・大村市内発着1系統）を運行している。
長崎市内 - 長崎空港線（長崎駅前・長崎新地経由）
ココウォーク茂里町 - 長崎駅前（交通会館） - 中央橋 - 新地中華街 - （ながさき出島道路・長崎自動車道経由） - 長崎空港
- 長崎自動車（長崎バス）と共同運行を行う。日中は毎時3本程度運行しており、毎時あたり2本が県営バス担当、1本が長崎バス担当となっている。長崎バス担当便には「エアポートライナー」の愛称があるが、県営バスでは愛称は用いられていない。
- 新地中華街は長崎バスターミナルホテル前より発車し、長崎新地ターミナル内には乗り入れない。
- 長崎市内では区間内の全バス停に停車するが、市内のみの相互利用はできない。
- 2002年（平成14年）6月に、中央橋・諏訪神社前経由系統として運行を開始したもの。その後、2004年（平成16年）3月28日から運行経路を変更してながさき出島道路経由となり、2005年（平成17年）10月1日以降、競合区間を運行する長崎自動車との共同運行となった。　
- 経由する長崎自動車道・ながさき出島道路の通行規制時は、新大村駅発着に短縮運行とした上で西九州新幹線に振り替える場合がある。

長崎市内 - 長崎空港線（浦上・昭和町経由）
長崎駅前（交通会館） - 浦上駅前 - 長大東門前 - 昭和町 - （長崎バイパス経由） - バイパス多良見 - （長崎自動車道経由） - 諫早インター - 大村木場 - 試験場前 - 長崎空港
長崎駅前（交通会館） - 浦上駅前 - 長崎大学前 - 住吉 - 昭和町 - （長崎バイパス経由） - バイパス多良見 - （長崎自動車道経由） - 諫早インター - 大村木場 - 試験場前 - 長崎空港
- 県営バス単独運行。日中は毎時2本程度運行。バイパス内各停便2.5往復（空港行き3本、空港発2本）を除き、長崎バイパス内はバイパス多良見以外の各バス停を通過。
- 経路によって、乗降可能な停留所が異なる。上記バス停の他に長崎市内・大村市内の経路上の一部バス停にも停車する。 
  - 長大東門経由便は、空港行きは諫早インターをのぞき乗降とも可能。長崎行きは諫早インターと大橋以南の各停留所が降車のみ可能でそれ以外は乗降とも可能。
  - 住吉経由便は、空港行きは大橋までの各停留所とバイパス多良見、大村市内の各停留所が乗降とも可能。長崎大学前、住吉、昭和町は長崎バスの営業エリアのため乗車のみ可能。長崎行きは長崎市内の各停留所は降車のみ可能でそれ以外は諫早インターを除き乗降とも可能。2019年4月には、畦別当（両方向とも乗降可能）にも停車するようになった。
  - 諫早インターは両者とも空港行きは乗車のみ、長崎行きは降車のみ可能。

- 平日夕方の空港行1便のみ立神始発であり、長崎駅前・宝町は経路外のため乗降扱いはなし（土日祝日は長崎駅前始発に変更）。
- 2002年（平成14年）6月に中央橋・諏訪神社前経由系統（後のながさき出島道路経由系統。前述）が設定される以前は、高速道経由の空港リムジンはこの系統のみ（ただし、当時は一般道経由便も運行）だった。2000年代初め頃までは、観光客などの利便性への配慮から半数程度の便を長崎駅前以南へ延長し、グラバー園前発着（長崎駅前 - グラバー園前間は大波止に停車）として運行していた。
- 2012年（平成24年）11月1日より、従来の長大裏門前（現 長大東門前）経由便に加えて住吉・長崎大学前経由便が数本追加された。2019年4月現在、5往復10本運行されている。昭和町における両者の停車場所は異なる。また住吉経由便は長崎バスの住吉経由便とは異なり道の尾を経由せず、昭和町を経由する。
- 長崎行きのみ、茂里町にも停車する。ココウォーク茂里町ターミナルには乗り入れない。
- 経由する長崎自動車道・長崎バイパスの通行規制時は、新大村駅発着に短縮運行とした上で西九州新幹線に振り替える場合がある。

諫早市内・大村市内 - 長崎空港線
諫早駅前 - 岩松駅前 - （長崎医療センター） - 久原 - 大村ターミナル - 試験場前  - 長崎空港
- 日中は毎時2本程度運行。各停留所で途中乗降可能。
  - 長崎医療センターを通る便は「医療センター」経由と表記される（空港方面に11便・諫早方面に13便）。

- 2012年（平成24年）4月1日より、10番の系統番号が付与された。
- 長崎市内発着系統とは異なり、市内路線用車両で運行される。ノンステップバスが使用されることも多い。

なお、諫早市内と長崎空港の間では、県営バスの他に島原鉄道の単独運行による諫早駅前経由島原港発着の特急バスが運行されていたが、2019年（令和元年）10月1日より本諫早駅前行きとなる。この島原港 - 諫早駅 - 長崎空港線については、県営バスの島原半島撤退以前は1990年代後半まで県営バス担当便もあり、競合路線だった。

### 予約・発券業務
- 長崎 - 福岡「九州号」（九州急行バスが運行）(長崎県交通局 関連会社)
  - 県営バス予約センターで予約及び発券ができるほか、続行便が発生するときには福岡側は西鉄観光バス・長崎県交通局（福岡営業所）、長崎側は長崎県交通局（本局）で運行に携わる。

### 過去に運行していた路線

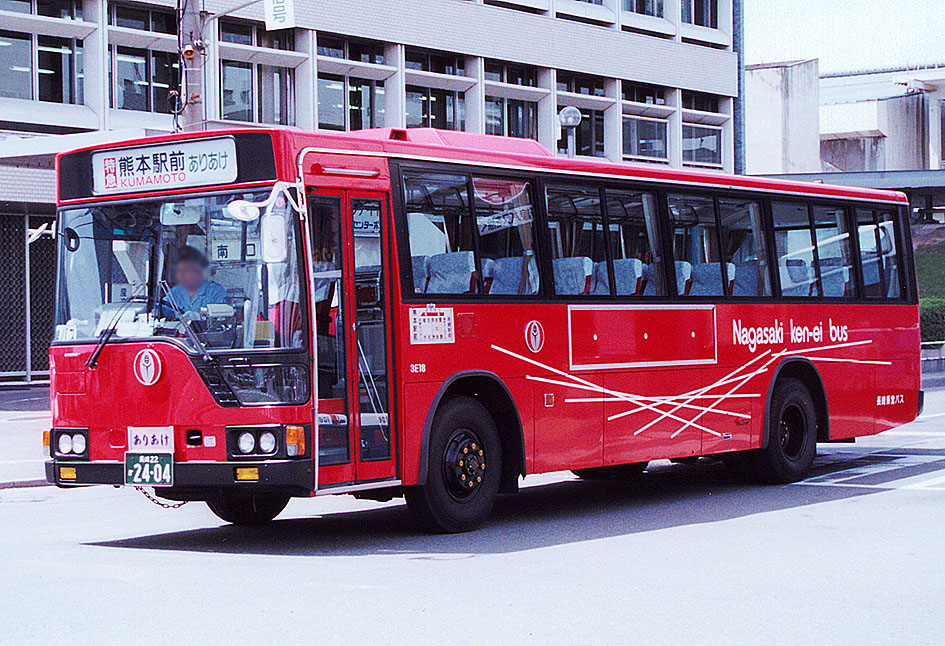
長崎と熊本を有明フェリー経由で結んでいた「ありあけ号」
（1992年）

- 長崎 - 熊本（有明フェリー経由）特急バス「ありあけ号」（九州産業交通、島原鉄道との共同運行、1997年（平成9年）廃止）
- 長崎 - 枚方・京都「きょうと号・ながさき号」（京阪バスとの共同運行、2001年（平成13年）廃止）
- 広島・岩国・徳山・防府・山口 - 大村・諫早・長崎「ひろしま号・ながさき号」（広島バス・防長交通との共同運行、2002年（平成14年）廃止）
- 福岡 - 諫早・雲仙「雲仙号」（西日本鉄道との共同運行）※西日本鉄道撤退後、2004年（平成16年）4月1日廃止
- 長崎 - 唐津「レインボー壱岐号」（2006年（平成18年）3月31日を以って運行撤退、路線自体は2012年（平成24年）3月31日廃止）
- 観光特急（長崎 - 小浜・雲仙） - 2007年（平成19年）4月1日廃止。代替として特急を設定（前述）。
- 長崎 - 神戸・大阪「ロマン長崎号」（阪急観光バスとの共同運行、 2013年（平成25年）5月31日の出発便をもって廃止）。
- 長崎 - 鹿児島「ランタン号」（南国交通との共同運行、2020年（令和2年）3月31日廃止）

## 定期観光バス
かつては定期観光バスも運行していたが、現在は廃止され運行されていない。

### 過去のコース
- ぶらぶらコース（長崎市内観光） - 2006年（平成18年）4月1日廃止。
- 「アンゼラス号」 - 長崎市内観光コースを回った後、雲仙までの観光特急（またはその逆）として運行されていた。2007年（平成19年）4月1日に廃止され、同日より長崎市内から雲仙までの観光特急としての機能は残された上で1日3往復において現在も運行されている。

## 環境定期券制度
土曜日、日曜日及び祝日に、県営バスの有効期限内の通勤定期券（片道、往復及び通勤団体定期券のいずれでも可）所持者、その配偶者及びその子供は、大人100円（小人50円）で、路線（一部例外あり。後述）や運賃を問わず、県営 ・県央バスに乗車できる制度だったが、2014年9月末で終了した。なお、一部例外もあった。
1. 通学定期券や割引定期券所持者との乗車は制度の対象外（通勤定期券所持者と同乗なら対象となる）。
2. 運賃は、現金及びスマートカードによる支払いのみ可能。その他の回数券や乗車券、長崎県福祉利用券は使用不可。
3. 県外向け高速バス、長崎 - 佐世保線、長崎 - 雲仙線及び長崎 - 長崎空港間リムジンバスは乗車不可（高速シャトルバスは利用可）。
4. 通勤定期券の券面表示区間内の乗車は、定期券所持者に限り、通常どおり利用可能（改めて運賃を支払う必要はない）。
5. スマートカード定期券所有で環境定期利用の際に同乗者がいる場合、スマートカードで精算する場合は下車の際に必ず運転士に環境定期利用を申告する必要がある（複数人数だけ申告した場合は通常運賃を差し引かれるため）。

## 貸切バス
2007年（平成19年）4月現在で63台の車両を所有しており、県下最大の貸切バス事業者でもある。
積極的な営業活動（東京と福岡に案内所がある）を行っており、県内だけに限らず県外にも足を伸ばす事も多く、本州でも見られることがままある。
2009年（平成21年）2月に、福岡県筑紫野市に福岡営業所を開設し福岡県内の貸切事業に参入した。福岡空港や新幹線（博多駅）経由で九州入りする長崎県内向け団体ツアーなどの誘致・集客強化を図る目的の施策である。

## 車両

### 特徴
1934年（昭和9年）の県営自動車発足時は、18台のシボレー製バスで運行を開始した。1953年（昭和28年）には九州内の他社に先駆けてリアエンジン車（三菱 ふそうR23型）が導入されている。
1970年（昭和45年）までは、三菱・日野・いすゞ・日産ディーゼル（現・UDトラックス）の日本の4メーカー全社の車両が導入されていたが、1971年（昭和46年）以降は三菱・日野のみの導入となっていた。しかし、日産ディーゼル製は2000年（平成12年）から、いすゞ製は2001年（平成13年）から再び導入されるようになった。
九州の事業者らしく、西日本車体工業（西工）ボディを架装する車両も多いが、2000年（平成12年）以降は日産ディーゼル製のみ西工ボディで導入している。一方、富士重工業ボディを架装する車両は長く在籍していなかったが、2009年に富士重工業ボディを架装する車両が横浜市営バスから移籍してきている（詳細は後述）。三菱製の大型純正車については、1971年、1972年の貸切車には呉羽自動車工業（のち新呉羽自動車工業、三菱自動車バス製造を経て現・三菱ふそうバス製造）製も導入されたが、1973年以降三菱自動車バス製造に車体架装が一本化されるまでは、三菱自動車工業名古屋大江工場製が導入されてきた。
コスト削減のため、2009年（平成21年）以降は路線車・貸切車とも中古車両の導入が増加している。
全般的な傾向として、三菱製は貸切バスや長距離路線バス、空港連絡バスに、日野製は市内路線用に投入されていたが、1985年（昭和60年）以降は三菱製の市内路線用車も見られるようになった。以下、タイプ別に記す。

#### 市内路線用
- ワンマン化以来、後乗り前降り（または中乗り前降り）の運賃後払い方式は変わっていないが、車体のタイプは以下のような変遷を辿っている。ただし、各営業所への車両の配備状況により、当てはまらない場合もある[83]。
  - 1976年（昭和51年）までに導入された大型車及び1981年（昭和56年）までに導入された中型車は前中折戸車（中乗り前降り）であった。この年以降は、前後折戸（後乗り前降り）車の導入が続いた。
  - 現行の前中4枚折戸車（中乗り前降り）は、2度の試験導入（1988年（昭和63年）及び1992年（平成4年））を経た後、1996年（平成8年）から採用されている。また、いわゆる「ワンステップバス」（車椅子による乗り降り可能）も、1997年の試験導入[84]を経て、2001年（平成13年）より導入されている。
  - 2006年（平成18年）からはノンステップバスの導入も行われている。
  - 小型の路線車も比較的早い時期から導入されている。1980年代頃から、三菱MJ117F（特注仕様）などを導入し、長崎市内の傾斜地の住宅地などの狭隘路線を開設した[85][86]。1996年（平成8年）以降は「ポニーバス」の愛称で日野・リエッセ[87]が本格導入され、矢上地区や諫早市内でも新規路線の開設が進められた[18]。リエッセの生産終了後は、代替としてリエッセII・ロングボデーが導入されている[88]。
  - 2011年（平成23年）には、元・長崎市コミュニティバス「らんらん」の車両を譲受し、1960-70年代の県営バス復刻塗装を施して、同年12月より長崎市内中心部を循環する「ながさきお買いものバス」を開設した。その後、2015年（平成27年）4月以降は当該車両を片淵 - 長崎駅前線に転用し、「ながさきお買いものバス」は廃止となった。
  - 市内路線で使用される中古車両[82]は、2009年（平成21年）に横浜市営バスからいすゞ車、羽田京急バスから三菱車がそれぞれ初めて導入され、その後も横浜市営バスの中古車両を中心に数を増やしている。2014年（平成26年）からは東京都営バスの中古車両の導入も行われている[89]。

前中4枚折戸車の試験導入前後には、吊り革の輪の部分を2本のベルトでV字型に支える方式が採用されていたが、本格採用には至らなかった。

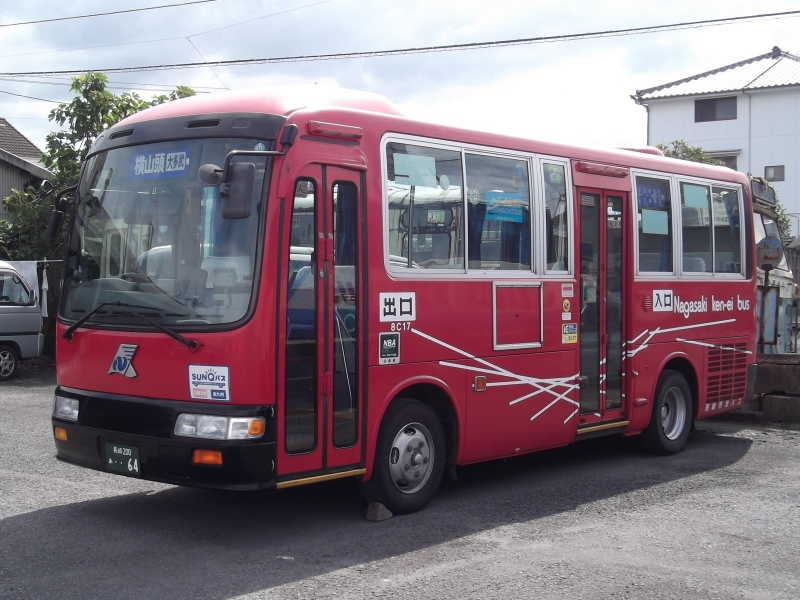
「ポニーバス」8C17
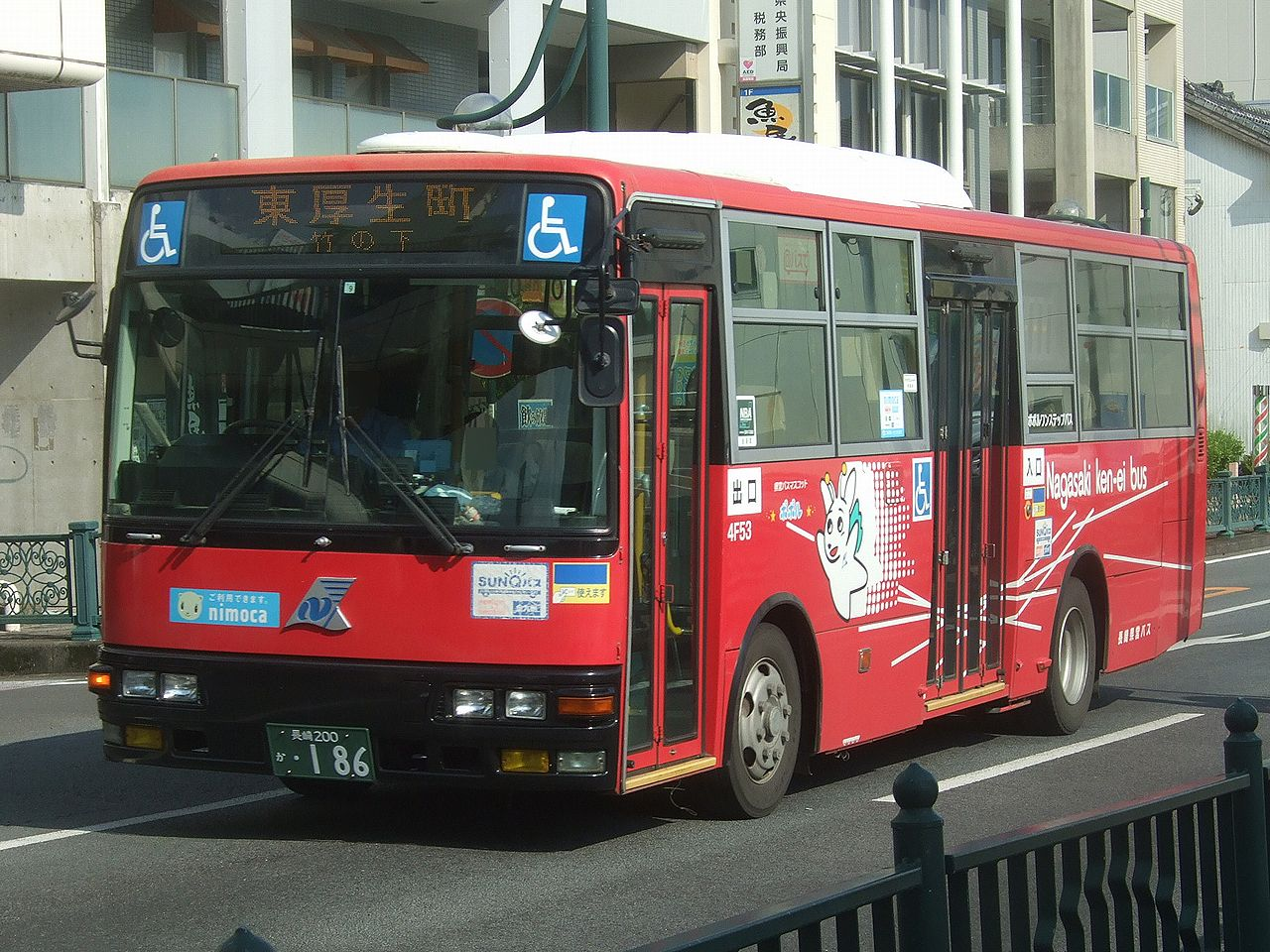
新車で導入された中型車の例 4F53
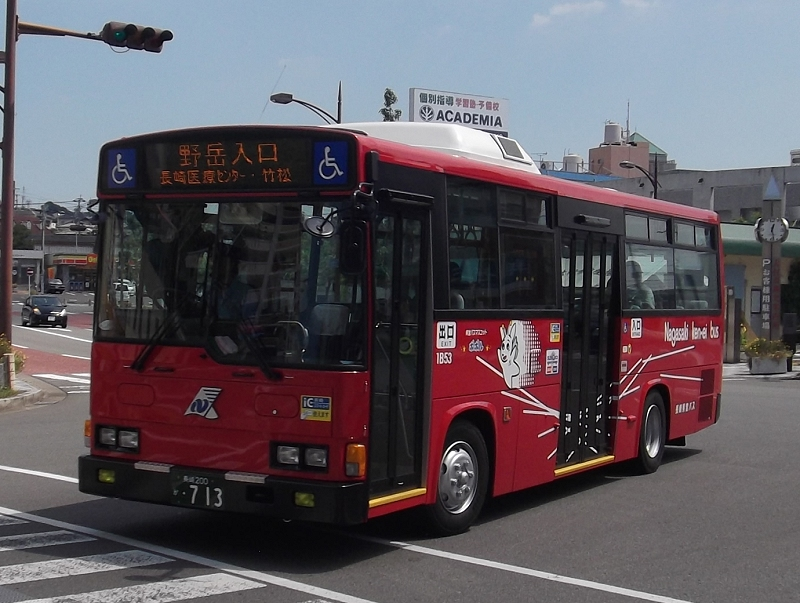
中古車両の例　1B53 （元横浜市交通局車両）

#### 長距離路線用
※ここでいう「長距離路線用」とは、長崎市内 - 長崎空港連絡バスを除く、一般道のみで都市間を結ぶ路線（「ありあけ号」を含む）に使用される車両や、高速道路経由で長崎県内を結ぶ路線に使用される車両のことを指す。
- ベース車は路線バス（三菱MP系など）であるが、エアサス車で、前乗り前降りのトップドア（1扉）車であり、側窓も大型の引き違い窓である、また一部は雲仙地区の登山路線での運用を考慮したターボ過給エンジン搭載車[90]であるなど、市内路線用車とは仕様が大きく異なる。
- また車内も、リクライニング機構にシートベルト、背面には灰皿・荷物入れ及び栓抜きが付いた補助席付きのハイバックシートを備え、シート設置面も座席からは段上げされており、天井には荷物棚を備えるなど、長距離乗車に適した仕様となっており、貸切バスや観光バスとして使用されることもあった。一部の車両では、マイクジャックやガイド用背もたれを備えているほか、日よけも市内路線用車に多い巻き上げ式ではなく、横引きカーテンとなっている。
- ただし、導入年によって前後扉車であったり、シートのリクライニング機構がなかったり、路線バスではなく観光バス（特に高速道路経由路線用）をベースとした車両もある。また、いずれもツーステップ車であり、このタイプの車両は2000年（平成12年）を最後に導入されていない。以後の経年車の代替には、貸切車・高速路線車からの転用車や、他事業者からの中古車両が充てられている。
- 2007年（平成19年）の島原半島撤退時には、このタイプから10台が島原鉄道に移籍している[91]（前乗り前降りのトップドア7台、後乗り前降り3台。ナンバーはそのまま）。
- 島原半島方面の路線廃止やバリアフリー法適合車の運用拡大により、このタイプの車両の運用範囲は縮小しているが、スクールバス運用などではこのタイプが運用に就く機会が比較的多い。
- なお、このタイプには1992年（平成4年）に日本宝くじ協会から寄贈されたレトロバス[92]（ベースはエアロバスハイデッカー）や、1999年（平成11年）に導入したセレガHIMR[93]も含まれる。
- 1992年（平成4年）以降は九州急行バスから移籍した車両（西工S型）が何台かあり[94]、トイレを閉鎖した上で使用されていたが、2007年（平成19年）現在全車廃車となった。これらの移籍車は全車再登録車であったため、九州急行時代の長崎所属車でもナンバーは承継していなかった。

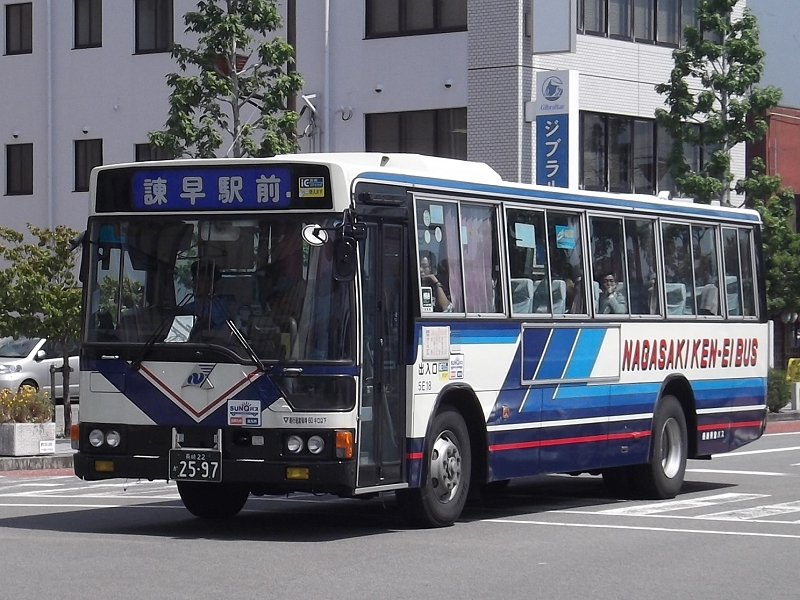
長距離路線仕様車の例（5E18）
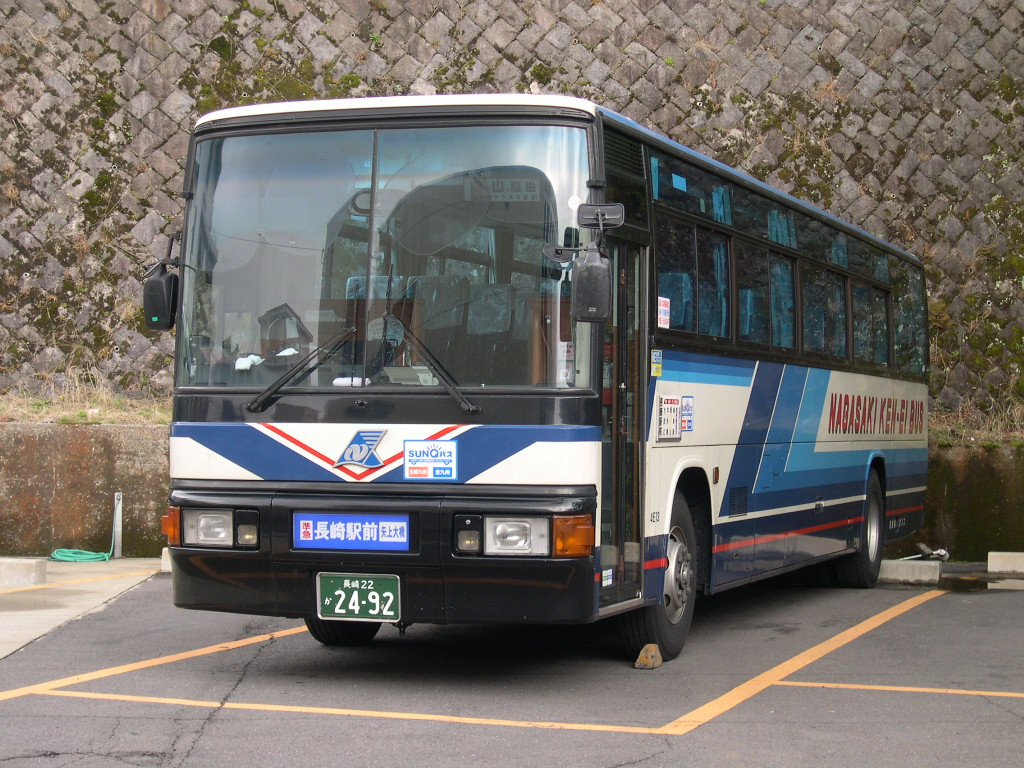
かつての長崎 - 雲仙間準急便
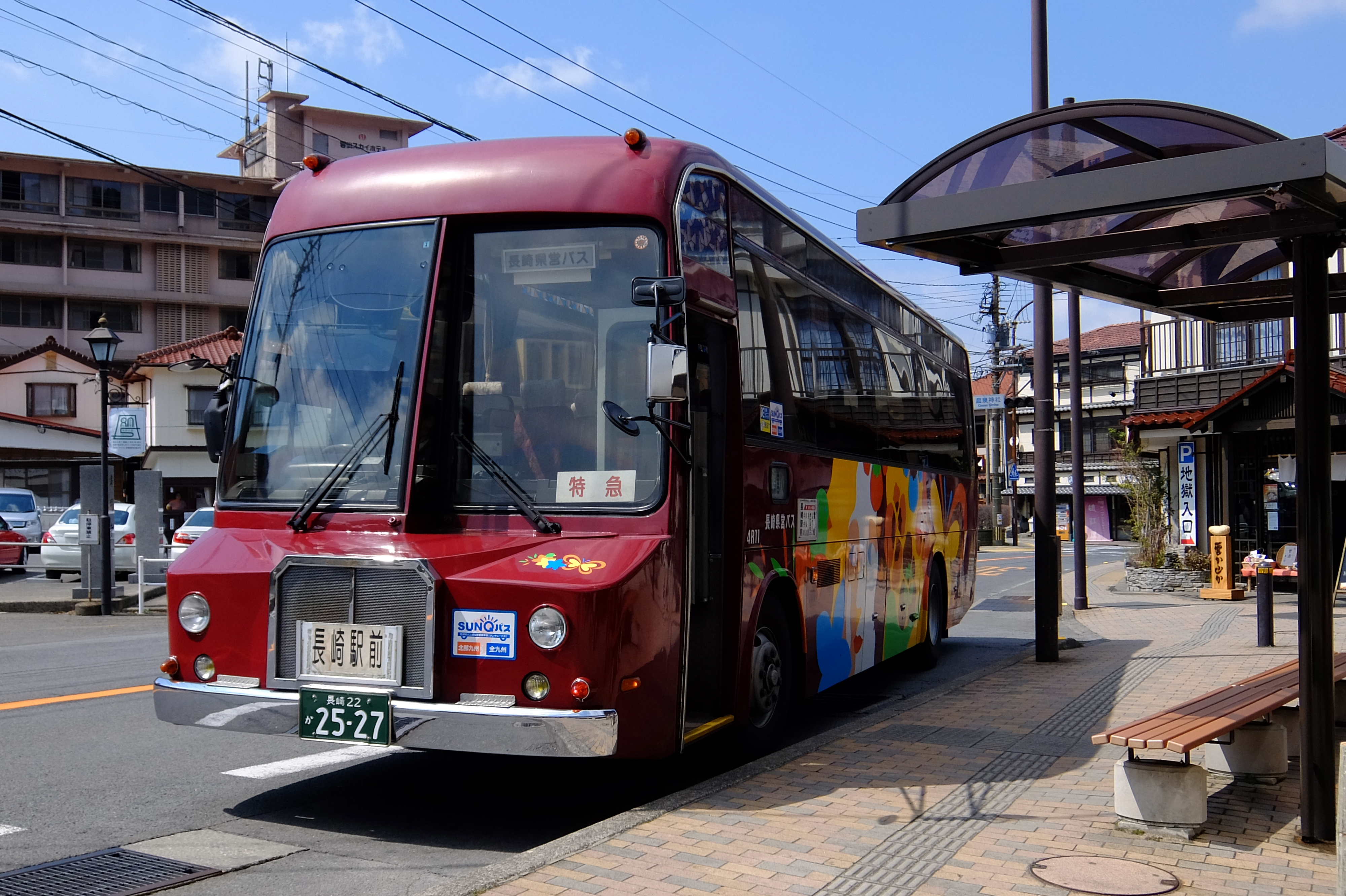
レトロバス（4R11）
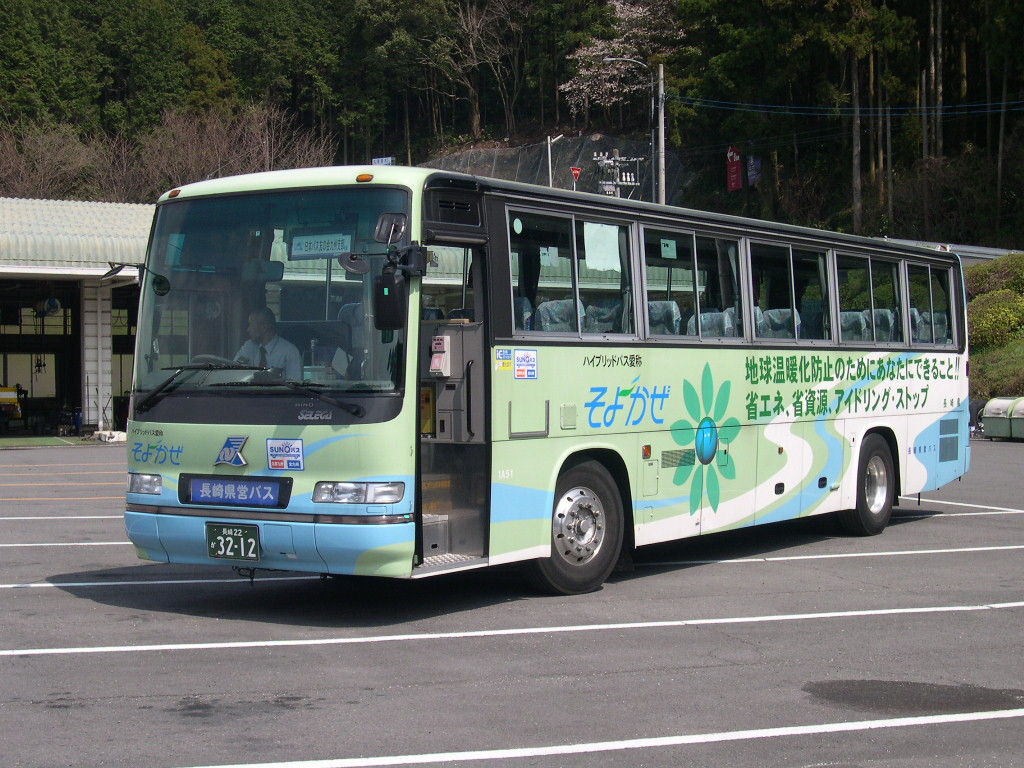
セレガHIMR

#### 空港連絡用
- 長崎市内 - 長崎空港を結ぶリムジンバスは、前述の長距離路線用をベースに、進行方向左側最前部に荷物置場を備えた車両となっている。比較的まとまった台数が導入されているが（3 - 6台/年）、毎年導入されているわけではない。
- 1980年（昭和55年）までに導入された車両は、ベース車が長距離路線用と同様路線バスであり、特に1977年（昭和52年）以降に導入された車両は、路線バスベースでありながら観光バス用のフロントマスクを装着していた。
- この間、1982年（昭和57年）には長崎自動車道が開通して、この連絡バスも長崎道経由となるとともに、初代エアロバスがデビューしている。
- そして、1983年（昭和58年）以降に導入された車両は、エアロバススタンダードデッカーとなり[75]、更に2006年（平成18年）以降に導入された車両は、エアロバスハイデッカーとなっている[95]。2008年（平成20年）にはエアロエースが導入された。基本的な仕様は長らく変わっておらず、他の空港リムジンバス各車両に見られるような走行用エンジン直結冷房なども装備していなかったが、2015年（平成27年）の導入車では直結冷房が採用された。
- 2012年（平成24年）以降は中古車両（前所有者は日の丸自動車興業・京浜急行バス・クリスタル観光バスなど）の導入が行われ、経年車両の代替に活用されている。
- なお、1990年代に導入された車両の一部は納車直後は一般の貸切バスとして使用し、その後左側最前列の座席を撤去して荷物置場とした上で、空港連絡バスに使用するケースがあった[96][97]。
- 2010年（平成22年）4月1日からは大村市または諫早市と長崎市とを結ぶ高速シャトルバスが運行開始され、車両はこれら空港連絡用車両と共通運用としている。

#### 貸切用
- ベース車は観光バスで、ごく一般的な座席定員55人（大型車の場合。補助席10席を含む）の車両である[98]。このほか、中型車（三菱ふそうMK系）や小型車（同MJ系）、特定輸送車も存在する。長距離路線用バスの設備に加え、床下の大型トランクやカラオケ設備も備えている。ただしトイレ付きの車両はなく、当然、整理券発行機や運賃表示器も設置されていない。なお1999年（平成11年）までの大型貸切車は、現在のスイングドアではなく折戸を採用していた。
- 導入台数は2 - 6台/年である（大型貸切の場合）。1997年（平成19年）まではほぼ毎年導入されていた。2009年（平成21年）以降は中古車両の導入も行われている。

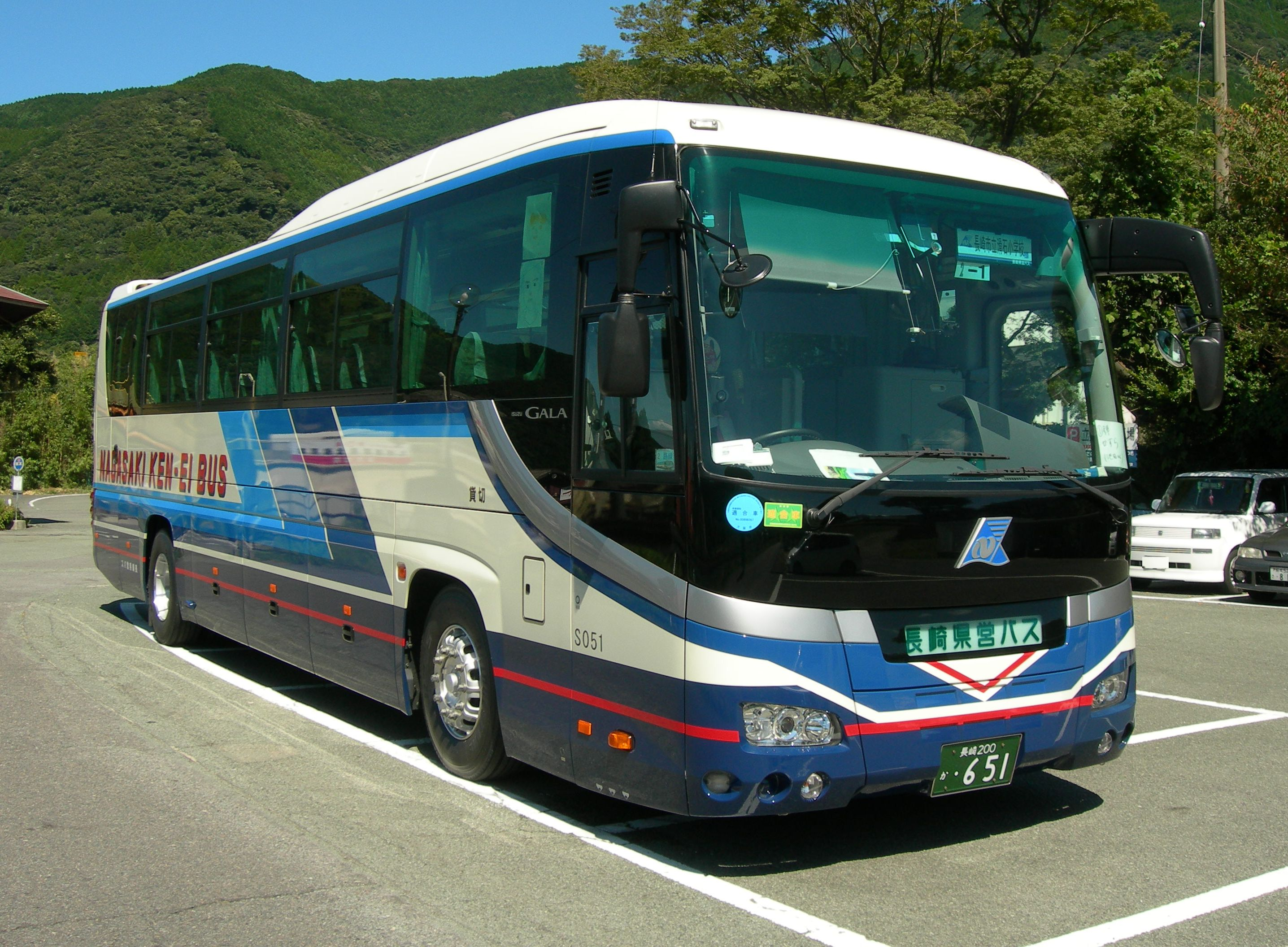
貸切車の例 S051
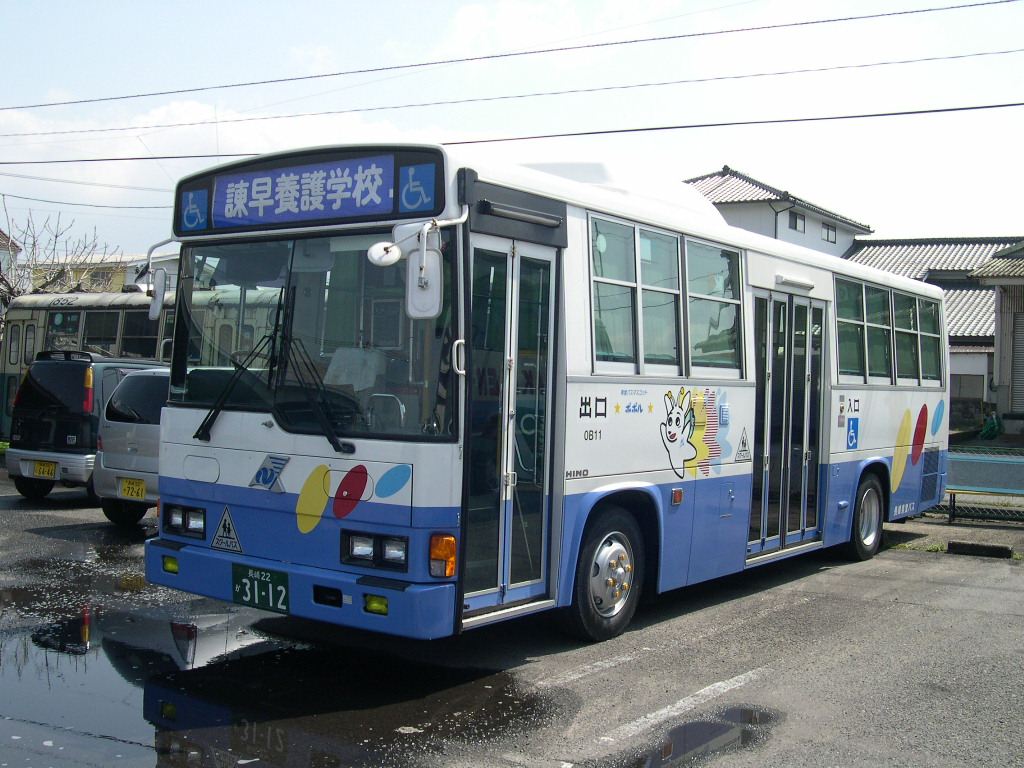
諫早養護学校送迎車
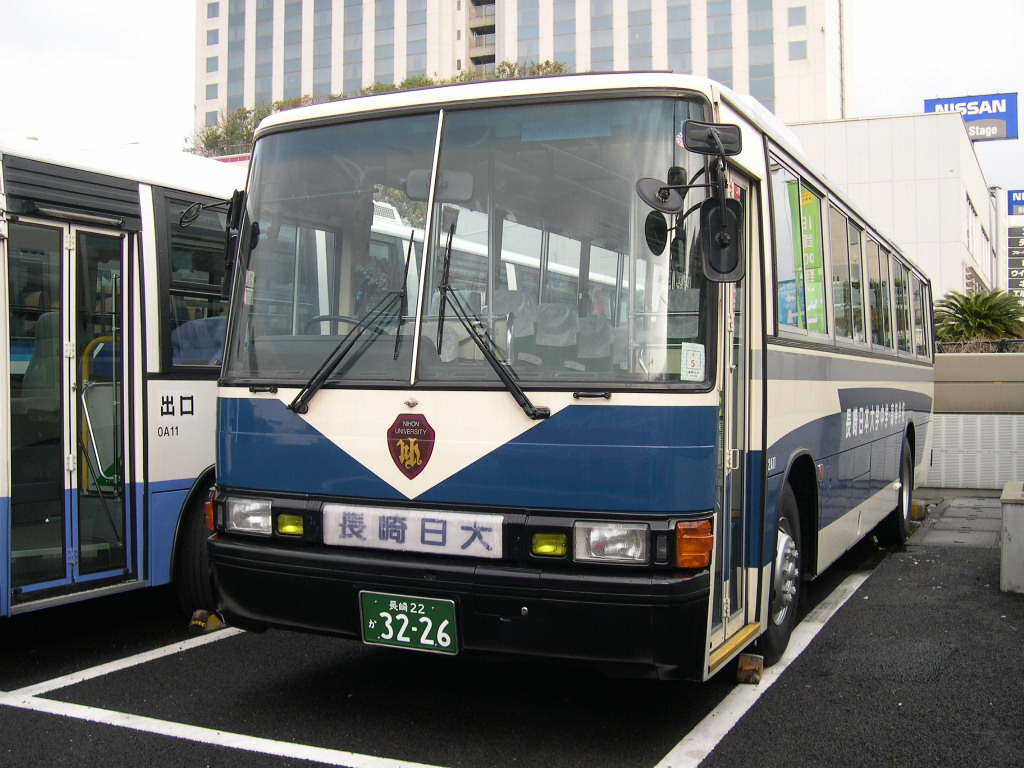
長崎日大送迎車

#### 高速路線用
- ここでいう「高速路線用」とは、りんどう号や出島号など、高速道路経由で長崎県内と県外を結ぶ路線に使用される車両のことを指す。
- 貸切車同様ベース車は観光バスであるが、車内最後部（一部は中央床下）には化粧室（車内水洗トイレ）を備えていることが貸切車との大きな違いである。また、1993年（平成5年）以降に導入された車両はリアスポイラーを、1997年（平成9年）以降に導入された車両は車間距離警報装置（トラフィックアイ）を、更に2002年（平成14年）以降に導入された車両は側面及び後面の字幕式行先表示器を装備し、外観上も貸切用、空港連絡用との差別化を図っている。また、全車ともETCを装備している。さらに2010年代後半以降に導入された車両においては、各座席に携帯電話・スマートフォン用充電装置（コンセントまたはUSBポート）が装備され、一部にはパウダールーム付トイレを装備した車両も存在する。1980年代末期から1990年代初頭における高速バス開業ブーム時期に開設された路線では、車内は3列シート（2+1列、夜行路線は3列独立）仕様で車内オーディオ（ビデオ（DVD映画）・音楽）サービスやテレホンカード（または100円硬貨）式公衆電話が備えてあり、車内中央にはカーポットが置かれインスタントコーヒーやティーバッグの緑茶がセルフサービスにて利用可能など、長距離運行に適した設備・サービスを備えた豪華仕様となっていたが、現在では一部の路線を除き大半が貸切車と同様の4列シート車による運行となっており、トイレ以外の車内設備・サービスは全て廃止されている。また、車両都合時や続行便にはトイレが設置されていない近距離路線用（佐世保線など）の車両または貸切車にて運行される場合がある。

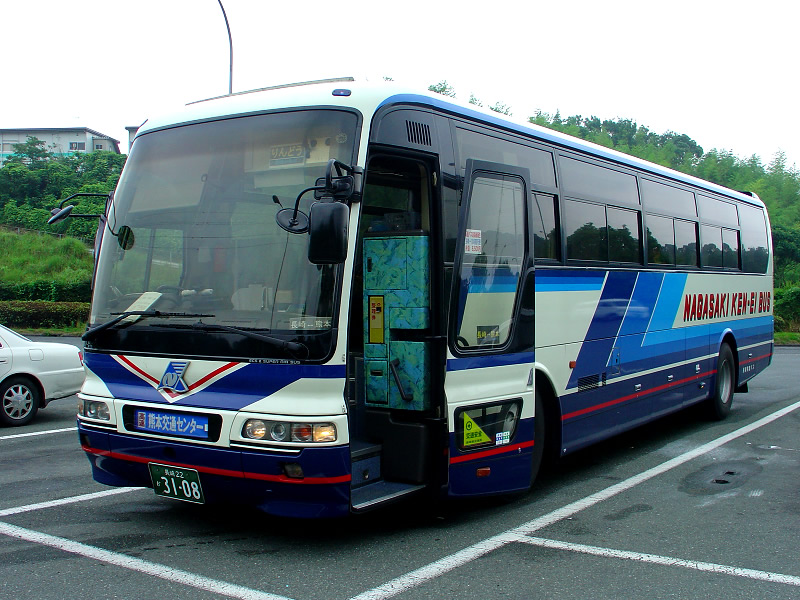
高速バス「りんどう号」 9E20 現在は廃車
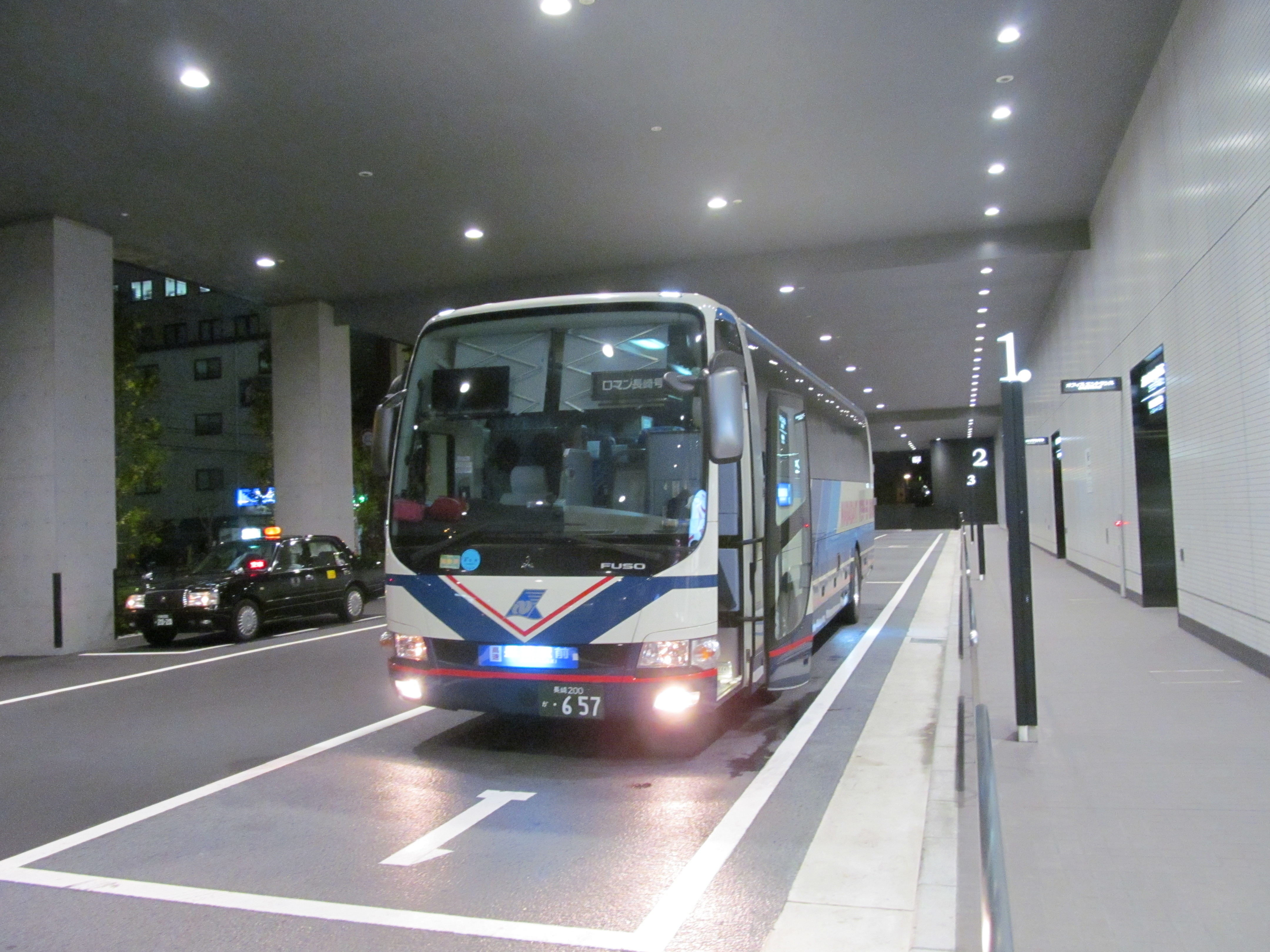
E051 最後の「ロマン長崎号」専用車（三菱エアロエース）。 廃止後は「サンライト号」を経て現在は「出島号」に運用。

#### その他（特殊な車両など）
- 1990年（平成2年）に開催された「'90長崎旅博覧会」では、PR用に輸入・改造されたロンドンバス（ルートマスター）の運行を担当した。この車両は、翌年の1991年（平成3年）に長崎県交通局に譲渡され、同年9月24日から長崎市内定期観光バスとして運行された。当該車両は日本の法規制に適合させるため、2階屋根を撤去・オープンデッキ化して高さを縮小し[99][100]、出入口に2枚折戸を取り付けるなどの改造が施されていた[99]。定期観光バスとしての運行は短期間で終了し、除籍された。
- オープントップバスについては、戦後の1949年（昭和24年）から、雲仙地区で観光用として運行を行った実績がある[101]。

### 車両番号
長崎県交通局にも、独自の車両番号が存在する。
（例）9E20
| 9      | E                       | 20       |
| 製造年 | メーカー及び 車体サイズ | 通し番号 |
| ------ | ----------------------- | -------- |

製造年
昭和時代に製造された車両は昭和年、平成時代に製造された車両は平成年の下1桁が付される。なお、ここで付されるのは、あくまでも「製造年」であり、「納車年」や「予算年度」ではない。
メーカー及び車体サイズ
シャーシメーカー及び車体サイズを、昭和時代は数字で、平成時代はアルファベットで区分したものが付される。なお、アルファベットについては、同一のシャーシメーカー及び車体サイズである限り、車体メーカーや仕様による区分はない。尚、中型ロング車は排出ガス規制記号にかかわらず中型として番号が割り振られている。
|      | 三菱          | 日野    | 日デ | いすゞ |
| 大型 | 4、5、8、E、R | 2、A    | 0、K | 3、S   |
| 中型 | 7、F          | 1、2、B | M    | T      |
| 小型 | 6、G          | C       | -    | -      |
| ---- | ------------- | ------- | ---- | ------ |

※「-」は導入の有無不詳。
通し番号
3・4桁目は、同一の1・2桁目の車両間での通し番号となっている。平成元年 - 10年導入車は11 - 、平成11年以降導入車は51 - となっている。なお昭和時代は年やシャーシメーカー及び架装メーカーによって通し番号の最初の番号が異なっていた。
前述のとおり、アルファベットなら、同一のシャーシメーカー及び車体サイズである限り、車体メーカーや仕様による区分はないため、路線バスと高速バスや、純正車と西工・富士架装車が連番になることもある。なお、他社から移籍してきた車両は、同一の1・2桁目のラストナンバーの追番となっていた。
上記の付番法則によると、9E20は「平成9年に製造された、大型の三菱製シャーシ車の20台目」という意味になる。
なお、平成21年度以降の製造車両の年式が元号から西暦に変更されるとともに、1桁目と2桁目の表記が入れ替わった。（例、S052 ・・・西暦2010年に製造された、いすゞ製シャーシ車（ジェイ・バス）の2台目）

### 塗色

#### 路線バス

##### 市内路線用
- 長崎県営バスの車両は、1956年（昭和31年）度の購入車から、屋根を灰色に塗り、前面及び側面の上半分をカーキ色、下半分を緑色とした長崎電気軌道の旧型車に似たツートンカラーを採用していた。その後、長距離路線車や貸切車が別のデザインに移行する一方で、市内路線車にはこの塗色が1982年（昭和57年）まで長期にわたって使用され、県営バスが「青バス」の愛称で呼ばれることとなるきっかけとなった。車体前面にはメーカーエンブレム（スリーダイヤ+FUSOエンブレムなど）が、側面には旧長崎県章がペイント描きで掲出されていた。
- 1983年（昭和58年）からは、青みを帯びたクリーム色に青色のラインを入れた青基調カラーに変更され、車体前面にも旧長崎県章が掲出されるようになった。それまでの緑基調カラーの車両も順次この塗装に変更された（ギャラリー参照）。
- そして1991年（平成3年）からは、現在のロンドンバスをベースにした赤基調カラーが採用され、1996年（平成8年）からは同局のマスコット「ポポル」も描かれている[105]。ただし同年導入車は旧長崎県章が車体前面及び側面に掲出されていたのに対し、1992年（平成4年）及び1993年（平成5年）前期導入車では掲出されず、同年後期導入車より現在の長崎県章が入った交通局章が掲出されるようになり、他の旧長崎県章掲出車もこれに取り替えられた。また、この時点で残っていた緑・青基調カラーの車両も順次赤基調カラーに変更された。
- この赤基調カラーは、導入以来車体全面を赤色としていたが、2010年代以降に導入された車両からは屋根を白色に変更している。
- なお青基調の期間が8年と短かったこともあって、緑から青、さらに赤と2度塗り替えられた車両、また少数ながら緑から青を飛び越して赤に塗り替えられた車輌もある。
- また市内路線であっても、一部の営業所では長距離路線用カラーが使用されていた。

1956年の導入車から20年以上に渡り使用されたツートンカラー （1959年頃撮影）
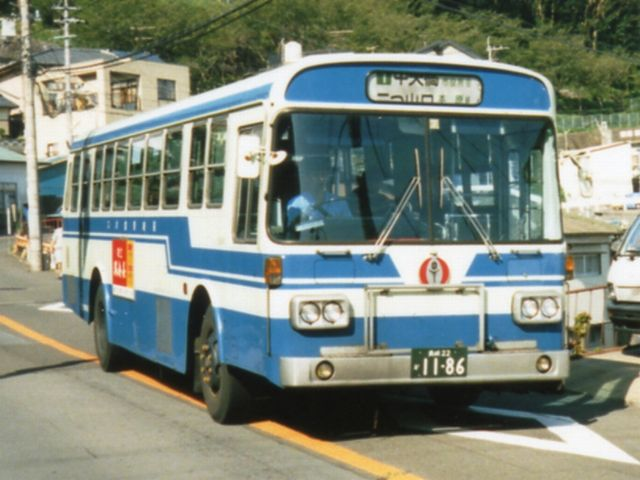
1980年代から90年代まで使用された青基調の市内路線用車塗装 （5242　1993年8月撮影）
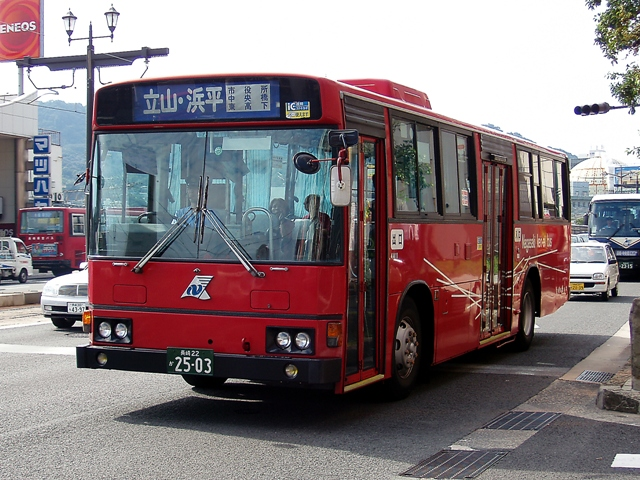
1991年の導入車から採用されている赤基調の市内路線用車塗装（4A11）

##### 長距離路線用
- 当初は長距離路線用車も市内路線用と同じくカーキ色と緑色のツートンカラーであった。1957年（昭和32年）から、外国人専用車向けに、白色を基調に屋根部分を灰色、前面行先表示器部及び側面下部を水色とし、灰色と薄緑色からなる線を2本入れた塗色[106]の採用が始まり、これを基調とした塗色（ギャラリー参照）が1960年代後期頃以降から長距離路線車用に広く採用されるようになった[107]。この塗色は、1990年（平成2年）の導入車まで採用された。市内路線用と同様に、1982年（昭和57年）導入車までは車体前面がメーカーエンブレム・側面が旧長崎県章の掲出であったが、1985年（昭和60年）以降に導入された車両では、車体前面、側面とも旧長崎県章が掲出されるようになった。
- 1991年（平成3年）導入車からは、大部分の車両は後述の貸切・高速バス用カラーに変更され、一部の車両は市内線用の赤基調カラーに変更された[108]。
- なお、前述のレトロバス及び日野HIMRは新製時より独自の専用色である。

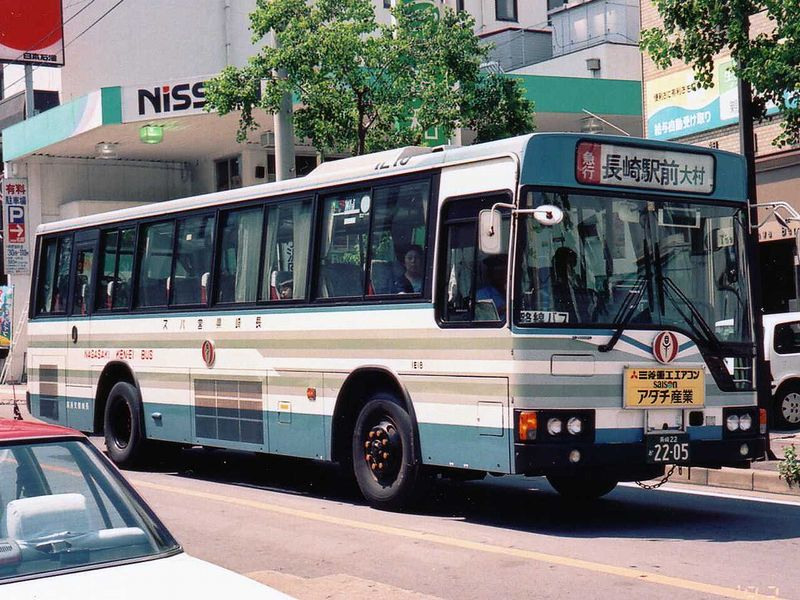
1960年代から90年代まで使用された長距離路線車塗装 （1E18 1993年8月撮影）
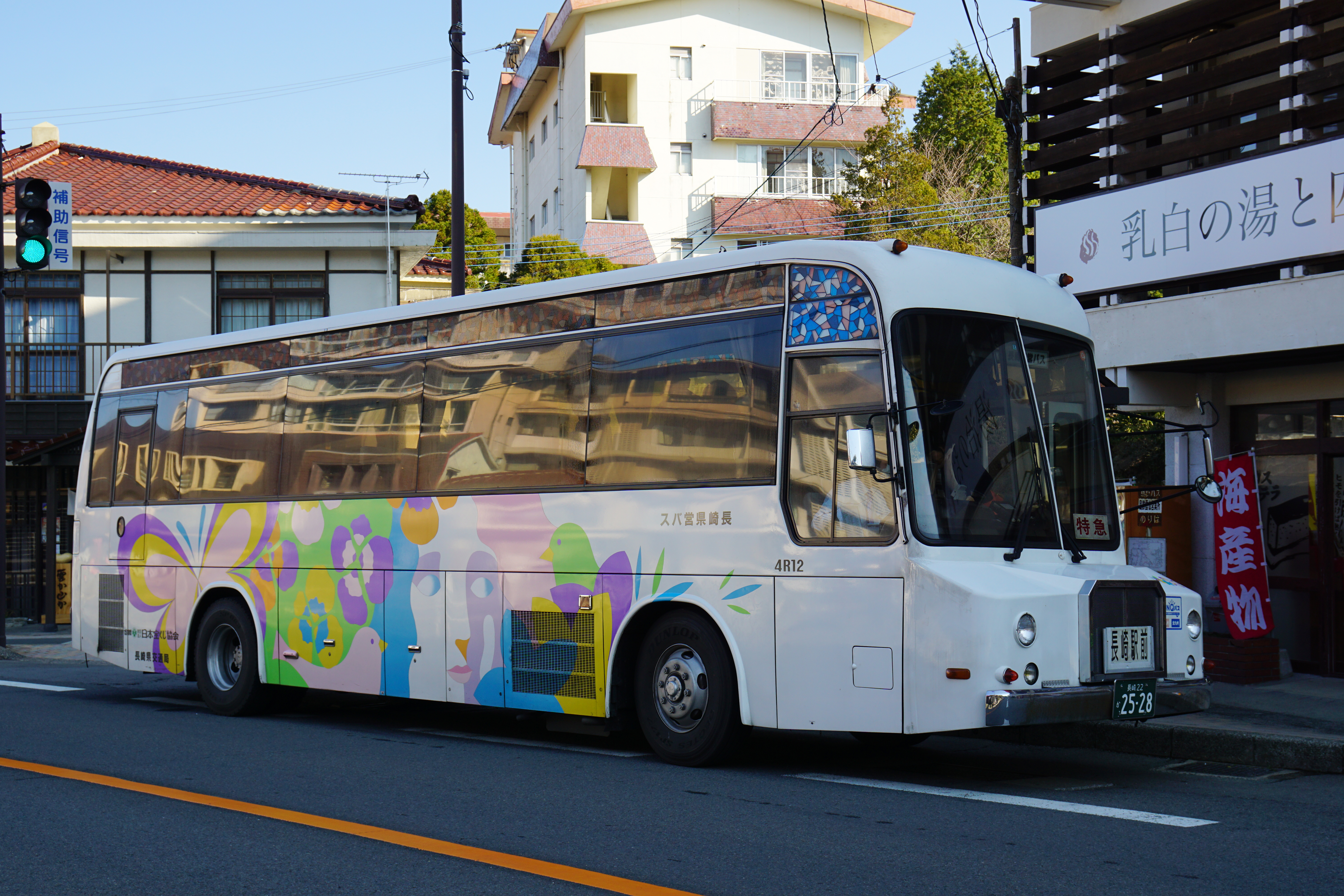
独自塗装が施されていたレトロバス（4R12）

##### 空港連絡用
- 1980年（昭和55年）導入車までは、前述の長距離路線用に橙色の「AIRPORT EXPRESS」ロゴが入ったものであったり、専用色が施されたこともあった。しかし1983年（昭和58年）以降は後述の貸切・高速バス用カラーとなっている。

#### 貸切・高速バス
- 貸切バスの塗色は、1959年（昭和34年）度購入の冷房車に当時の外国人専用車のカラーをベースとした白色基調の塗色（前述の長距離路線用に同じ）が採用され、好評のため以後も冷房車を中心にこの塗色で購入されるようになった。「白バス」とも呼ばれた。

- また、別に専用色が施されたこともあった。

- 現在のカラーは1983年（昭和58年）導入の空港連絡バスより導入され、初代エアロバスのサンプルカラーをベースに青基調に塗り分けを改めたスタイルとなっている[109]。この年以降、すべての貸切・高速バスがこの塗装となっている（9E20号車の写真を参照）ほか、大部分の長距離路線用車両もこのカラーに変更されている。ただし、1991年（平成3年）までに導入された「りんどう号」専用車は共同運行事業者の九州産交バスと共通の専用色であったが、後にこのカラーに変更、もしくはそのまま廃車された。なお側面のロゴは当初は「KEN-EI BUS」であったが、のちに「NAGASAKI KEN-EI BUS」に変更されている。

バスガイドらが古くから歌い続けている県営バスの愛唱歌は「走れ青バス」である。現在も貸切や高速バスは青基調の車体であるが、真っ赤な路線バスのイメージとは違うものとなっている。
なお、カラーについては、長崎県交通局サイト内の「70周年記念誌サイト」掲載の写真を参照されたい。

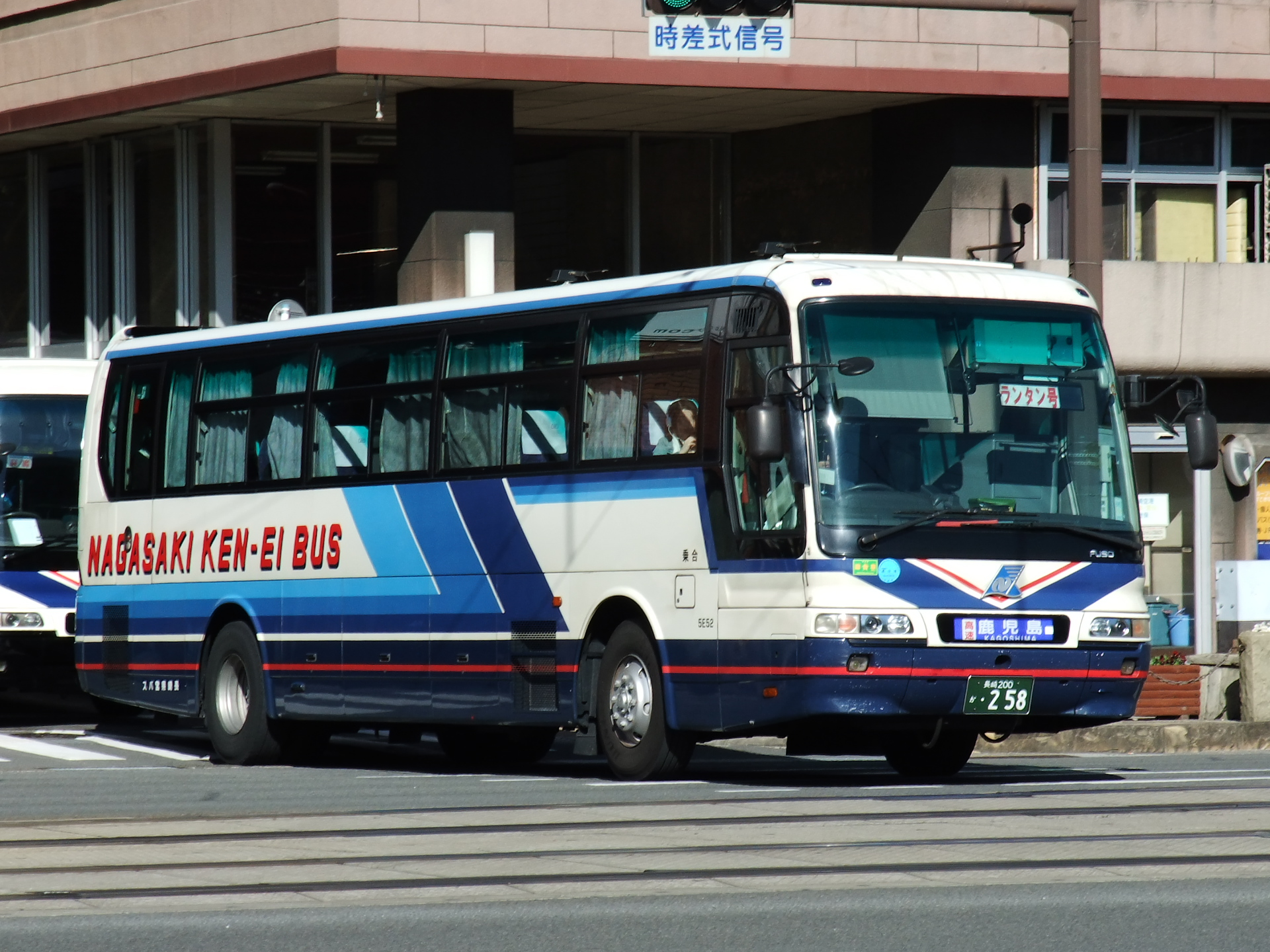
80年代から採用されている青基調の貸切・高速バス塗装 （「ランタン号」5E52）

## 不祥事
- 2022年12月26日、使用済みの乗車券や回数券を集めて車内で売り、売上金約254万円を着服したとして、長崎県央バスに出向中だった同局所属の運転手の男を懲戒免職処分にした。運転手は、自身が運転していたリムジンバスの運賃箱を、券が取り出せるよう細工。2020年3月～2022年11月、車内で不正販売していた。回数券をばら売りしているのを不審に思った乗客から情報提供があり、県職員が乗車して確認し、不正が発覚した[110]。

## 関連会社等

### 子会社
- 長崎県営バス観光株式会社

### 出資法人
- 九州急行バス株式会社
- 雲仙ロープウェイ株式会社

### 解散した子会社
- 長崎県央バス株式会社（2024年3月末を以って交通局に再統合され廃止）